# Història de Luxemburg

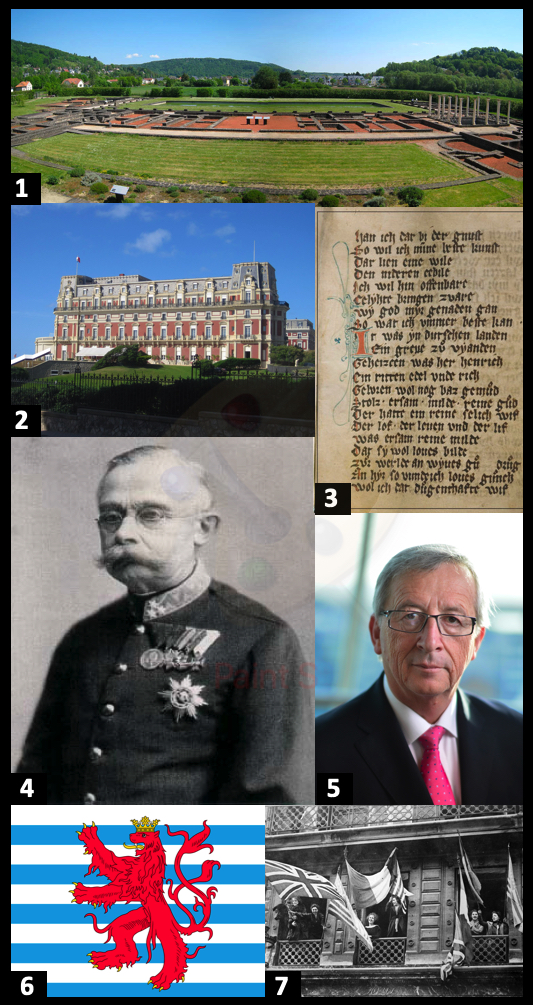
(1) Vila romana a Luxemburg, vestigi de l'ocupació llatina al microestat (2) Fotografia retrat del gran duc Adolf de Luxemburg; (2) La Vil·la Eugénie de Biarritz, des d'on es mantingueren les negociacions crítiques entre Napoleó III i Bismarck; (3) Còdex Mariendalensis escrit en variant propera al luxemburguès actual; (4) Fotografia retrat del gran duc Adolf de Luxemburg; (5) Jean-Claude Juncker, protagonista del cas LuxLeaks i expresident de la Comissió de la Unió Europea; (6) Antiga bandera de Luxemburg amb el lleó del comtat de Limburg, adoptat pel govern luxemburguès, imatge simbòlica dels Grans Països Baixos; (7) Imatge de la Gran Guerra on s'hi pot apreciar ciutadans luxemburguesos celebrant l'alliberament per part dels Aliats

Per la seua forma geogràfica i política actual, el Gran Ducat de Luxemburg és una creació de la diplomàtica del segle xix. Però, tanmateix, la història de l'espai geogràfic actual luxemburguès remunta molt més de temps arrere. El nom Lucilinburhuc, 'castre' en català, apareix per primera volta al voltant del 963 en una carta d'intercanvi. Mercès a aquest document, sabem que el comte de Sigefroi, provinent d'una suposada casa d'Ardenes, adquirix de l'abadia de Saint-Maximin de Trèveris un fort xiquet (castellum quod dicitur Lucilinburhuc) situat a l'esperó rocós del Bock que domina la vall de l'Alzette. Aquest territori era propietat aleshores de la franja occidental de l'Imperi germànic. Evoluciona, precisament, amb el temps de simple fortalesa xiqueta a comtat, de comtat a ducat i de ducat a estat.
El comtat de Luxemburg, en tant que principat territorial, és una creació dels descendents de Sigefroi. Conrad I és qui portà per primera volta de forma explícita el títol de comes de Luccelemburc. El castre de Lucilinburhuc esdevé el punt d'ancoratge a partir del qual s'hi operà el redreçament territorial produït al llarg dels segles XI, XII i XIII.
Tot al llarg de l'edat moderna el ducat de Luxemburg passa de mans a mans. Ambicionat per la corona francesa i hereva dels llaços feudals que la unixen amb el Sacre Imperi Romanogermànic, el ducat es trobà en constant situació de desdibuixament de les seues fronteres, tot incorporant-se alhora als Països Baixos Borgonyons. De fet, a principis del segle xiv, la casa de Luxemburg accedí a ser entronitzada al territori alemany actual com a cap de l'anomenat Sacre Imperi romà i germànic. L'any 1038 el comte Enric VII de Luxemburg fou, doncs, triat rei del Sacre Imperi romà a elecció dels prínceps electors influenciats pel seu pare Balduí, arquebisbe de Trèveris, i de Pere d'Aspelt, arquebisbe de Mayence, igualment d'origen luxemburguès.
Sobre el tauler europeu, Luxemburg ocupà una posició estratègica important. Des del segle xvi, el país fou arrossegat per les nombroses guerres entre els Habsburg d'Espanya i els Valois francesos, a més dels Borbons de França, que vessaren molta sang per l'hegemonia d'Europa. La ciutat de Luxemburg mateixa fou progressivament transformada en una de les fortaleses més ben reputades d'Europa, veritable "Gibraltar del Nord", segons fonts de l'època.
L'any 1659, el tractat dels Pirineus, que posa fi a les guerres perpètues entre França i Castella, tot desdibuixant Catalunya, la part meridional del ducat luxemburguès —sobretot Thionville i Montmédy— és desmembrada en profit del Regne de França. Les ambicions territorials de França vers el Luxemburg foren constants tot al llarg de la seua història, de manera que fins i tot durant el Congrés de Viena posterior a les guerres napoleòniques, tornà a haver-hi un desmembrament del ducat del Luxemburg.
L'any 1815 els països absolutistes i vencedors de la guerra napoleònica decidixen crear una barrera contra França amb la qual es puga fer front a les seues ja habituals ambicions annexionistes i, alhora, contenir l'espurna de la Revolució francesa. Amb aquest fi el Congrés de Viena decidix crear un gran estat tampó cristal·litzat en els anomenats Grans Països Baixos. El nou estat engloba els Països Baixos austríacs, els Països Baixos espanyols i el Principat de Lieja. Amb tota la lògica, Luxemburg hauria d'haver-se incorporat a aquest nou ens, però, així mateix es considera en historiografia, paradoxalment, se separà Luxemburg d'aquest gran conjunt i se li atorgà la independència. Luxemburg quedà així, doncs, a mans del rei dels Països Baixos, Guillem I d'Orange-Nassau, dintre d'un estat a part, com a gran ducat independent.
Durant les dues guerres mundials el gran ducat de Luxemburg fou violat territorialment pels estats bel·ligerants. Luxemburg veié com Alemanya envaí el seu territori malgrat que el país es declarà neutral. Ara bé, la neutralitat luxemburguesa, com la de la resta de microestats actuals d'Europa, és més imaginària que real. En tot cas, la violació de les fronteres luxemburgueses i belgues posà altres estats en peu de guerra, com ara Suïssa, que patí per la violació i posterior annexió francesa o alemanya.
El final de les dues guerres mundials porta el Luxemburg a protagonitzar el projecte neoliberal més ampli de la història. Tot recollint l'experiència del Benelux, Luxemburg formà part dels estats que crearen la Unió Europea, és a dir, la Comunitat Econòmica Europea, un ens supranacional que pretén posar en pràctica la teoria del laissez faire, laissez passer amb el fi d'enterrar la guerra entre Alemanya i França, alhora que posar-les al capdavant de la Unió Europea perquè així, tot cedint sobirania, l'aliança francoalemanya puga acomplir els seus anhels de tenir tot Europa sota els seus interessos. Projecte que endemés havia aconseguit que Europa creixés exponencialment des del punt de vista econòmic, cosa que permeté deixar finalment les penúries de la guerra arrere.
La crisi econòmica que s'abat sobre els països industrialitzats d'inicis de segle XXI posa el ducat del Luxemburg contra les cordes. Per bé que era membre de la Unió Europea, no escapà a l'ull de cap país tercer les vies per les quals multinacionals, fortunes i personalitats utilitzaven el territori luxemburguès per desviar imposts dels països d'origen. L'aparent immunitat de Luxemburg no l'alliberà de la polèmica derivada per l'afer LuxLeaks i les negociacions fora de càmera que conduïren la Unió Europea a l'abisme davant la crisi grega, catalana, britànica o italiana. Per tot es podria dir que el Luxemburg és la condensació en un espai minúscul de la història mateixa del continent.

## Els orígens

### Prehistòria
Restes arqueològiques d'època fan pensar que l'ocupació de Luxemburg data probablement dels Homo Heidelbergensis, és a dir, entre 500.000 i 300.000 anys arrere. S'aproximaren amb força certesa a Luxemburg tot seguint el riu Mosel·la que travessa França i Alemanya tot passant a prop de Luxemburg. Aquesta àrea que va des del Mosel·la al Sauer fou poblada probablement per humans propers al gènere Neandertal però provinent del Mediterrani. Se sap que tenien una tradició d'inhumació dels morts i podien viure igualment en cabanes. Existix indústria lítica i transformacions de matèries primeres que permeten arribar a aquestes conclusions.
Els Homo heidelbergensis degueren ser individus alts, d'1,80 metres i molt forts. Els cranis de què es disposa fan 1.350 cm³ i són molt aplanats en relació amb l'ésser humà actual. Les mandíbules són sortints i amb una gran obertura nasal. L'espècie fou trobada per primera volta l'any 1907, tot i que la seua distribució a Europa va des del jaciment d'Atapuerca fins a les terres luxemburgueses i alemanyes. Això fa pensar justament que vingueren del Mediterrani, atès que també n'hi ha restes al Marroc o Etiòpia. En termes mitjans presenten una alçada d'1,80 m, un pes de fins a 100 kg i una capacitat cranial de 1.350 cm³.
El material prehistòric trobat al Luxemburg es troba en l'actualitat al Museu Nacional del Luxemburg, tot i que també es pot visitar coves i grutes utilitzades pels primers humans a la regió luxemburguesa del Gutland. Les grutes de Mamerlayen són en l'actualitat una de les més famoses que té el xiquet estat europeu. La presència de material que evoca una ocupació de fa 500.000 anys ens diu força sobre el mode de vida dels primers humans que s'instal·laren a Luxemburg. El seu mètode de supervivència fou la caça i l'estil de vida nòmada.
El Centre Nacional de Recerca Arqueològica (CNRA) de Luxemburg és l'organisme nacional luxemburguès encarregat d'assegurar la gestió científica i administrativa del patrimoni arqueològic luxemburgués. Fou creat l'any 2011 per decret ducal i es va instal·lar a Bertagne. Els locals del CNRA comprenen despatxos, laboratoris i dipòsits, amb infraestructures compartides amb els tallers de restauració arqueològica i amb els tallers de fusteria i de ferro del Museu Nacional d'Història i d'Art (MNHA).
El medi natural luxemburguès, però, no degué ser molt amè i probablement per aquest motiu les restes arqueològiques més abundants són posteriors al desgel. S'ha trobat una certa indústria lítica amb transformació d'ossos, d'ivoris i de banyes de cérvols per fer-ne estris de treball. També s'ha trobar una tomba d'un jove adult de datació estimada vers el Mesolític. Durant el Mesolític es veu una adaptació de la vida anterior cap a un model més sedentari amb uns assentaments més estables en el temps.

Paleotemperatures en resum gràfic

El neolític luxemburguès constata un desplaçament migratori de les valls muntanyenques cap a les planes del país. No se sap amb certesa d'on procedia aquesta migració, però es pensa que devien procedir d'Alemanya, concretament de la regió que voreja amb el riu Rin. Una volta més, el seguiment de les vies fluvials fou la raó que portà aquestes poblacions a abandonar els cims muntanyencs per establir-se en regions més planes. Vivien en cabanes, utilitzaven ceràmica i edificaven megàlits, com el de l'Autel du Diable (en català, 'Altar del Diable') situat a Diekirch.
Les recerques arqueològiques al Luxemburg daten del segle xix. És a partir de la primera meitat del segle xix que arqueòlegs i altres professionals s'apropen al Luxemburg en cerca de restes d'avantpassats nostres. Així, per exemple, l'any 1833 P. C. Schmerling publica les primeres conclusions de descobertes realitzades al Luxemburg. L'any 1850 l'Institut del Gran Ducat decidix, a vista de la curiositat despertada, de muntar el primer Museu d'Història Natural del Luxemburg.

### Edat dels metalls

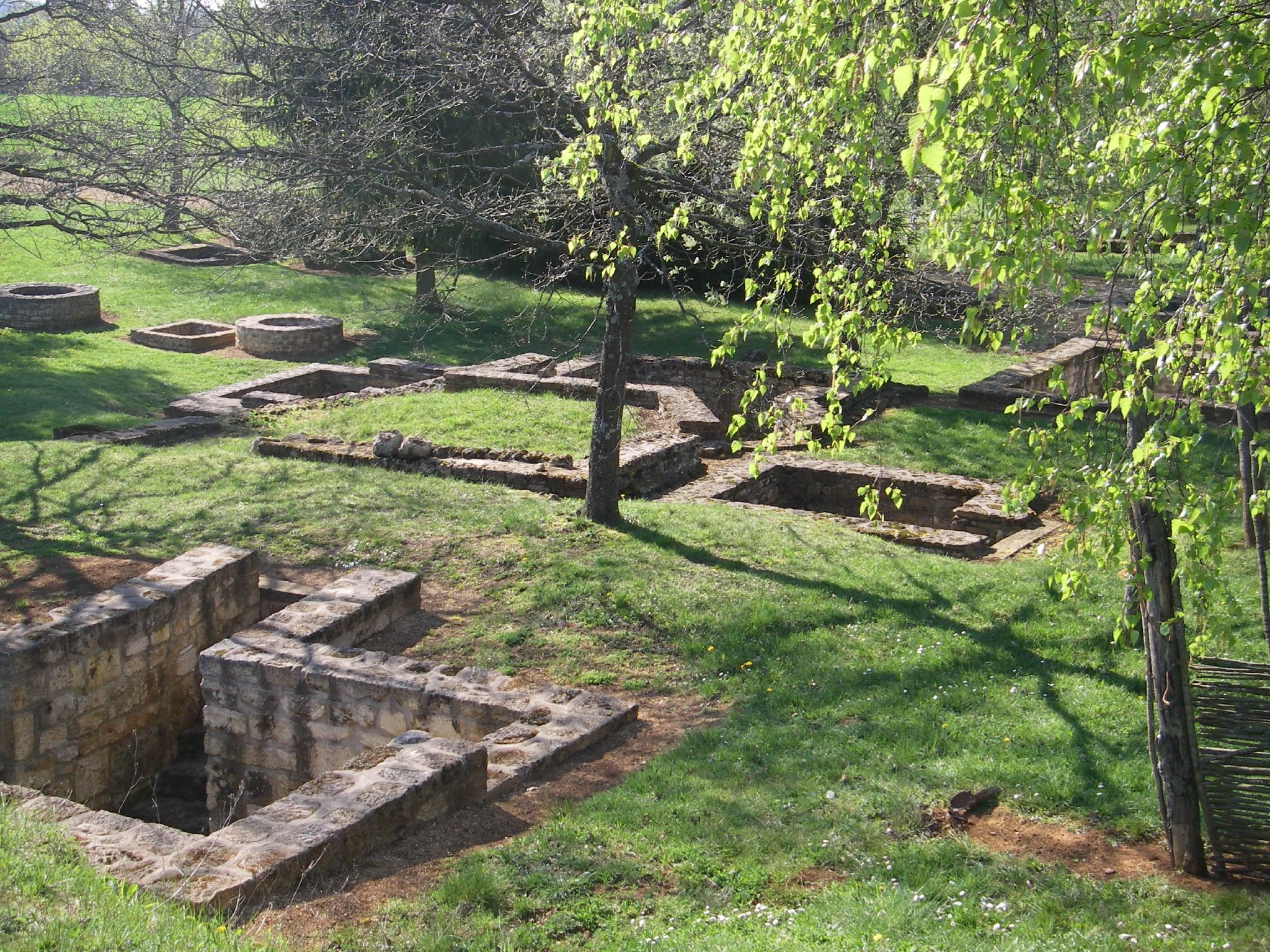
Jaciment de Titelberg

Els metalls foren incorporats al territori luxemburguès lentament o almenys les restes arqueològiques suggerixen que la transició del cobre al bronze fou lenta. El Mosel·la i la regió que l'envolta torna a donar-nos pistes sobre aquest període. S'hi han trobat atxes i lingots. El que hauria de correspondre a l'antiga possessió feudal del Luxemburg és vestigi de força material metàl·lic procedent del 1800 ane. De fet, al ducat del Luxemburg mateix s'hi ha trobat restes en or i tot fa pensar que procedixen probablement de la província del Luxemburg belga actual. Els assentaments, a més, confirmen que la població que vivia al Luxemburg era la mateixa que la del Neolític, en no haver-hi presència de desplaçaments majors i en haver-hi igualment continuïtat arqueològica.
A l'est de Gutland s'hi ha trobat igualment restes fúnebres pròpies de la cultura de la cremació dels morts. Això ens indica que tenim una població no autòctona en haver-hi pràctiques similars a la resta d'Europa. Al mateix temps parla d'una població que té consciència clara de la seua mort i probablement per això té creences que, tot seguint l'esquema antropològic, arqueològic i històric, devia ser politeista o simplement metafísica.
Procedents probablement de l'Il·líria i el Danubi, és a dir, de l'Albània actual, empesos per un període de sequera, una sèrie de grans migracions portaren al territori central d'Europa l'establiment de les anomenades poblacions o civilització celta. La celta fou una civilització constituïda per diverses tribus o poblacions sedentàries amb força maneig del metall que parlaven vàries llengües i dialectes procedents d'una mateixa branca lingüística que els dona precisament nom.
El ferro luxemburguès està, doncs, marcat per la presència dels celtes, que foren una civilització força desenvolupada. A les regions del sud del Gutland es presenta força material pròpiament celta i aquest s'ha tornat a trobar als voltants d'aquest Gutland. Per això es pot dir que hi hagué celtes amb producció ferrària a les terres actuals luxemburgueses. Igualment s'ha trobat material fet amb ceràmica Hallstatt. Les tombes de guerrers celtes posen al descobert espases, punys, llances, cuirasses i escuts. Els celtes s'organitzaven en oppides, que són una forma d'organització territorial pròpia i que en permet en ultra la seua defensa de portes en fora. Alhora sabien escriure i malgrat no tenir alfabet propi practicaven una religió politeista de caràcter cíclic.

L'expansió dels celtes a la resta d'Europa porta a l'assentament de la tribu dels trevis a Luxemburg. Aquest poblament formaria part dels anomenats belgues, que trobaríem inscrits al llegat romà de què disposem. Els escrits romans s'han de prendre, però, amb certa cura vist que es contradiuen i són, d'altra banda, un mitjà per a exaltar propagandísticament parlant el poder romà. Tanmateix, les restes arqueològiques semblen indicar que el jaciment de Tilberg és justament un jaciment celta, més concretament, trevis. El Titelberg és un oppidum de 50 ha. L'historiador Jean-Marie Kreins indica que les poblacions celtes són molt rellevants perquè l'avanç evident a nivell organitzatiu i material fa que Roma pogués estendre's amb més facilitat a posteriori.
Els oppida s'establien, generalment, pel domini de terres aptes per al cultiu o com a refugi fortificat, que podia tenir parts habitables. Apareix en nombroses fonts històriques com el De bello gallico de Juli Cèsar. S'hi referix com un lloc concret relacionat amb un assentament poblacional i pareix que el seu origen s'atribuïx a la descripció dels assentaments gals que s'enfrontaren a les campanyes de Juli Cèsar durant la invasió de la Gàl·lia. No obstant això, aquest concepte d’assentament gal no és possible extrapolar-lo per les seues diferents característiques al món ibèric. El concepte d’oppidum llatí comporta una idea de fortificació, però sempre depenent de la superfície i de la posició geogràfica de l’assentament.

### Antiguitat

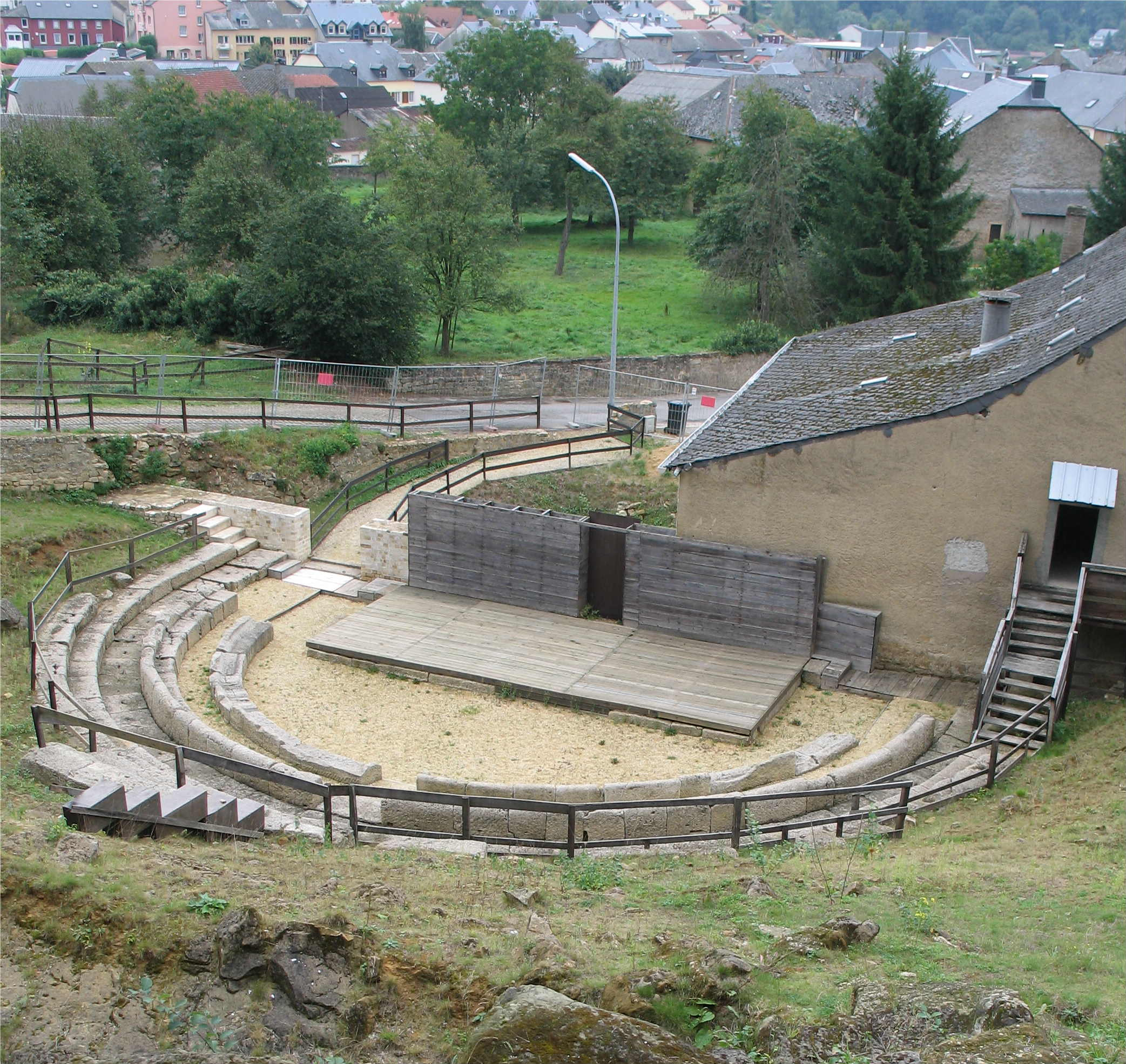
Imatge presa del teatre romà de la localitat luxemburguesa de Dalheim

Els celtes veieren reduït el seu espai fins a l'annexió total durant les anomenades guerres de les Gàl·lies. El general Juli Cèsar emprengué una llarga campanya militar contra les tribus celtes del centre-oest d'Europa per fer-se amb la glòria a Roma. Els seus escrits són font històrica malgrat que no són la més fiable que existix. Segons relata, els pobles que vivien del riu Sena al Mosa fins al Rin eren belgues. El mot és en realitat una designació geogràfica. L'immens territori que Cèsar volgué annexar necessità per la part de Roma mateix unes apel·lacions territorials per poder-hi posteriorment exercir com a estat. Per tant, segons Roma, els pobles celtes que vivien al Luxemburg s'emmarquen en un conjunt més gros anomenat Bèlgica.
Per bé que les campanyes s'iniciaren ja cap al 50 ane, es farà necessari esperar-se al 70 per veure en territori luxemburguès una vertadera romanització. Aquesta comença amb la desfeta dels trevis. Els pobles celtes foren de manera general molt reticents a acceptar l'ocupació romana. S'organitzaren per fer-hi front i Roma pretextà aquesta organització per apoderar-se del territori en veure-hi una amenaça per les seues fronteres. No es descarta, doncs, organització dels trevis amb altres agrupacions celtes.
El procés de romanització a Luxemburg canvià profundament el mode de vida dels habitants. Aquests acolliren nous mercats i formes de producció. També hi hagué una certa conseqüència per les polítiques centralitzadores portades des de la metròpoli. En eixe sentit es pot parlar de presència militar abundant o de les vies de circulació adaptades a les necessitats del centre. A més, hi hagué igualment una aculturació quant a termes religiosos. Els celtes pogueren conservar la seua religió d'origen, però les polítiques més o menys explícites contra la religió celta feren que els habitants fonguessen els seus costums amb els romans. D'aquest mestissatge sorgix una civilització gal·loromana que perdurà fins a la fallida del poder romà.

Les restes arqueològiques fan constar aglomeracions romanes a Altrier, Dalheim, Mamer o Titelberg. També existixen forts en algunes localitats luxemburgueses. A Contern, Bollendorf, Echternach, Betzdorf i Ettelburck tingueren fins i tot vil·les romanes. En eixos indrets s'hi ha trobat de la mateixa manera establiments industrials i cultura funerària votiva amb restes gens menyspreables com esquelets de persones, urnes de vidre, joies, atxes i altres estris quotidians. Tot plegat confirmaria que el territori luxemburguès fou dels qui patiren canvis més visibles i profunds de la presència romana. Hi degué haver un entramat comercial i econòmic molt estret amb Roma. Tant és així que el territori luxemburguès es trobà al bell mig de tres rutes romanes consulars.
Algunes de les restes que ens queden de l'annexió de Roma del ducat de Luxemburg poden visitar-se en espais museològics fets a propòsit. És el cas de l'assentament gal·loromà de Dalheim, d'Echternach o de Lellig.
És necessari destacar-hi igualment les fites importants que els canvis estructurals romans donaren al habitants locals, ja que permeteren fer créixer l'economia i amb això hi hagué prosperitat. La vinya fou altament cultivada a partir del 275 i, de fet, cal saber que la vinya es torna a trobar de forma recurrent com a font d'activitat econòmica en microestats com l'andorrà o el luxemburguès.
L'últim detall que caldria afegir sobre el procés de romanització de Luxemburg és la pèrdua de les llengües celtes en favor del llatí. Roma exercí forta pressió a les terres que annexionà i hi imposà el llatí. Aquest evolucionà amb el temps. D'uns texts que adapten l'alfabet grec però sense signes de puntuació, s'evoluciona clarament cap a texts amb vocabulari molt més enriquit, ja accentuats i puntuats per acabar en altres idiomes un cop l'estat romà entra en fallida tot just començant l'edat mitjana.

## Edat mitjana

### Les migracions germàniques

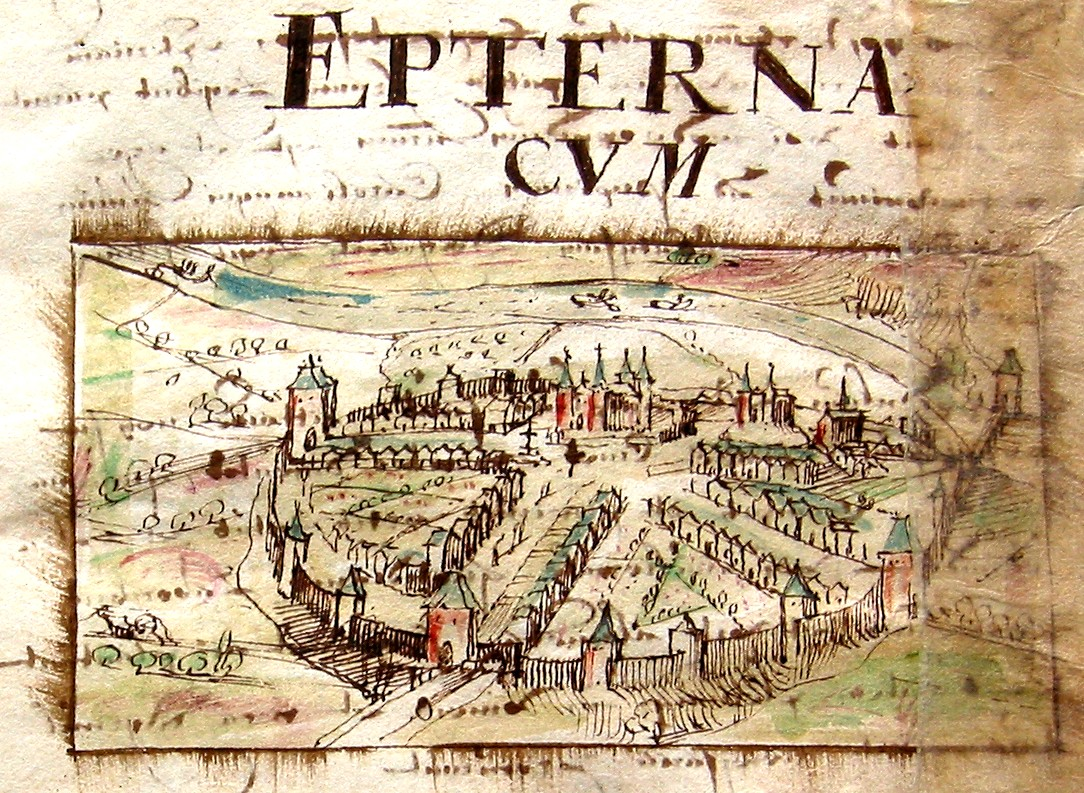
Escrits de Johannes Bertelius, un sacerdot i monjo benedictí que escrigué el primer compendi d'història del Luxemburg. L'ocupació germànica fou acompanyada igualment d'una conversió a voltes forçada de la població al cristianisme

Roma tingué topades regulars a les seues fronteres. La política expansionista no aconseguí anar més lluny del Rin ni tampoc més lluny de Palestina. Parts i germànics constituïen un problema regular perquè Roma no solament no aconseguia traspassar la frontera sinó que endemés no sempre contenia amb èxit les ocupacions més enllà de les seues fronteres. Es pensa que a causa de les condicions meteorològiques, les poblacions de l'estepa baixaren i amb això provocaren el desplaçament d'altres poblacions, concretament, les germàniques. Aquestes són les qui protagonitzen la darrera etapa de vida de l'estat romà. Roma no aconseguix contenir les migracions germàniques i els nous ocupants s'annexionen Roma per quedar-s'hi definitivament.
A conseqüència de l'arribada dels germànics el poder romà decidix construir forts i castres a les seues fronteres. És a dir, les reforça militarment i això fou especialment verídic per al territori luxemburguès. Allà s'hi edificaren un bon nombre de barreres de protecció per tal d'evitar que els germànics, anomenats pels romans "bàrbars", anessen més enllà de la frontera cultural entre Roma i el món germànic. A Titelberg mateix hi ha vestigis d'aquestes edificacions.

És possible que sueus, vàndals i alans penetressen en territori luxemburguès durant la primera onada d'invasió germànica. És així perquè hi ha constància que hi hagué una certa reorganització territorial de Luxemburg. Alguns poders centrals es traslladaren a altres punts estratègics que antigament mai haurien exercit com a tals.
Les lluites internes a Roma pel poder es traduïxen igualment a la Bèlgica de Juli Cèsar. La inestabilitat pròpia del context porta llavors al general Pòstum a separar les províncies d'Hispània, Gàl·lia i Britànnia de la resta de l'imperi. Fou proclamat com a nou emperador i s'establí un nou regne independent, el de l'Imperi gal. Luxemburg quedà dins d'aquest nou imperi. La separació durà tretze anys, vist que tot seguit Roma mirà de recuperar la part secessionista. Tot i això, res impedix que el territori siga l'objecte de ràtzies germàniques.

L'ocupació més exitosa fou en qualsevol cas la dels francs, que devien procedir probablement de Colònia (Alemanya). Els francs s'establiren al Luxemburg, però estengueren al mateix temps les seues fronteres. L'antiga Bèlgica romana estigué ocupada essencialment per francs, els quals posteriorment aprofiten les circumstàncies de la caiguda de Roma per a avançar encara més i apoderar-se del territori francès actual, anant fins a Suïssa i Catalunya. Si amb anterioritat havíem de parlar de romanització, en aquest cas hi veurem un procés d'aculturació per les dues bandes. Els locals s'aculturaren als nouvinguts en haver-hi intencions de continuar amb el llegat romà. Els anomenats bàrbars mai se sentiren invasors de ningú. En tot moment creien ser la continuïtat de Roma. Els nouvinguts s'aculturen així, doncs, al llegat romà. D'aquest procés neixen nous estats amb cultures diverses, que poden il·lustrar-se perfectament en la fragmentació lingüística que patix el llatí.
Els francs eren una tribu germànica que la historiografia belga i luxemburguesa repartixen en dos grans agrupaments. Els francs ripuaires són els qui s'establixen de forma permanent en territori luxemburguès i els saliens són els qui a partir de l'estat belga actual decidixen baixar terres avall fins a fer-se amb pràcticament tot el territori francès actual. Els darrers són, doncs, els qui donaren origen a la dinastia dels merovingis.
Fruit del mestissatge de l'antiga Roma amb la cultura dels nous ocupants, el llatí es transformà efectivament en una varietat de llengües anomenades vernacles, que són les qui posteriorment prenent raó de ser amb l'aparició dels nacionalismes a Europa. El català, el francès, el portuguès, el romanx o l'italià són exemples d'aquestes llengües. Això no obstant, a les àrees encara força germàniques, i fruit de la construcció estatal posterior que deriva en nous processos d'aculturació, sorgixen llengües que, tot i tenir llegat romà, no són llatines. És el cas de l'anglès, el frisó, l'alemany o el neerlandès. A Luxemburg particularment s'hi desenvolupà justament una llengua germànica. Es pensa que el luxemburguès evolucionà del baix alemany a partir del fràncic. El fràncic era la branca de llengües i dialectes que utilitzaven els francs. 
Tot i que la llengua luxemburguesa s'havia continuat parlant fins als nostres dies, la presència francòfona i germanòfona la relegaren a un segon terme fins a la dècada de 1980. El luxemburguès era desconegut de portes en fora. La situació geopolítica del país actual que anomenem de Luxemburg l'obligà o, en qualsevol cas, incorporà el francès i l'alemany en el quotidià de forma que, quan el ducat accedix a tenir estat independent, no hi hagué durant massa temps la necessitat de prestar atenció a l'única llengua originària del territori nacional. Així, no és fins al 1984 que el luxemburguès és promulgat llengua oficial juntament amb el francès i alemany a Luxemburg.
La traça més antiga de què es disposa en llengua luxemburguesa és el Codex Mariendalensis. Es tracta d'un manuscrit que conté un poema èpic sobre Violant de Vianden. Es creu que és obra d'Hermann von Veldenz, que probablement escrigué la història de la vida de Violant el 1290 després de la seua mort, el 1283.[1] L'obra conté 5.963 versos rimats en una forma koiné de luxemburguès. Les últimes reformes ortogràfiques i gramaticals han allunyat d'alguna manera aquesta koiné de la forma luxemburguesa practicada en l'actualitat.

#### L'expansió del cristianisme

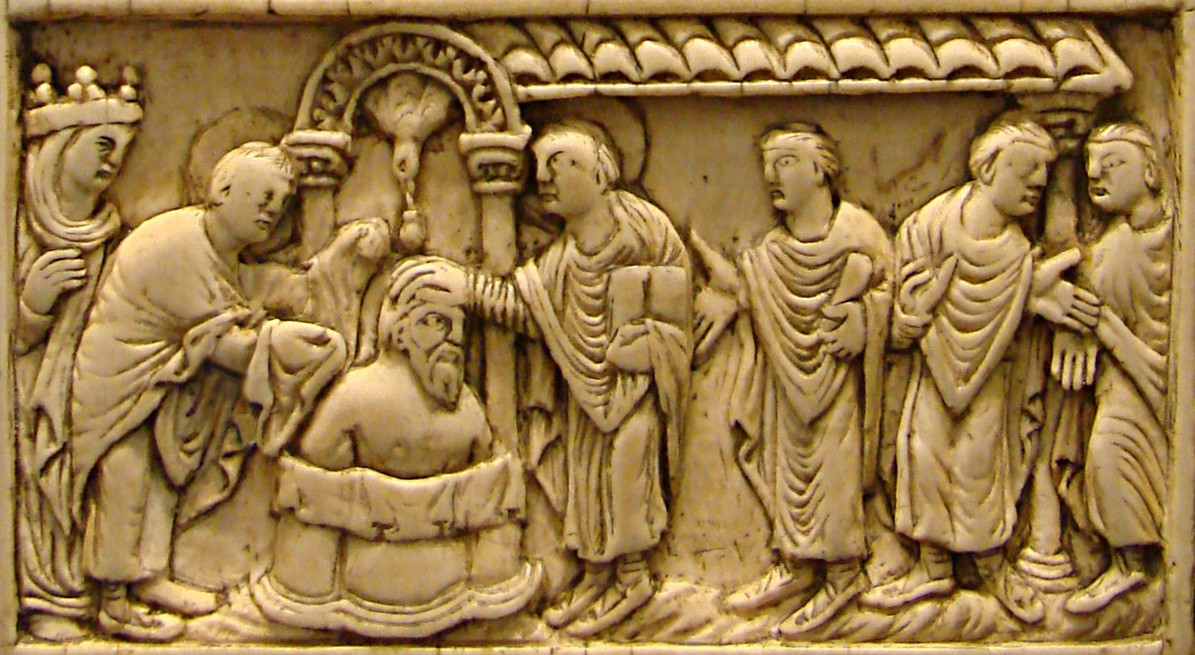
Le baptisme de Clodoveu, obra del ; Museu de Picardia, França.

La penetració del cristianisme en territori nacional luxemburguès es deu en part a la dinastia dels merovingis. Els francs s'apoderaren de la Bèlgica actual i una vegada que caigué Roma aprofitaren l'ocasió per a expandir-se cap a França. El líder responsable de l'expansió cap a Bèlgica fou en primer terme el rei Clodió —els texts de l'època no permeten traçar correctament la primera dinastia franca, però es pensa que el primer rei franc fou Meroveu, suposadament pare de Clodió. Segons Gregori de Tours, la victòria dels merovingis sobre els huns procedix a l'expansió de territori avall, de Bèlgica fins a França, tot expulsant els visigots de França, els quals s'instal·len a la península Ibèrica, on derroten els sueus. La successió és suposadament interrompuda —això es desprèn de texts de l'època, hui contestats— fins que arriba Clodoveu al poder. Clodoveu destrona Siagri i es casa amb la filla del rei burgundi per fer-se amb territori.[7]
Clodoveu usà d'una suposada promesa al Déu cristià de la seua esposa per justificar la seua conversió. En realitat pretenia recolzar les seues ambicions territorials sobre l'Església. Així, doncs, promet que si guanya als alamans es convertix al cristianisme. Dit i fet, amb la seua victòria el territori franc s'annexiona bona part de la França actual i els seus successors arriben fins a la Catalunya actual.[7] La conversió de Coldoveu permeté unir els pobles cristians romans. El territori luxemburguès havia estat reorganitzat per Roma durant la seua fase de crisi. És a dir, una vegada que Romà accepta i tolera el cristianisme, procedix a una reorganització territorial que posteriorment és represa per la teocràcia cristiana. És, doncs, a partir dels bisbats luxemburguesos que es porten a terme els projectes evangelitzadors de diversos missioners.
Ara bé, abans que els francs penetressen a Luxemburg, l'arrelament al cristianisme era poquet. Les comunitats rurals eren les menys cristianitzades, tot i que es pensa que molt probablement hi devia haver illots cristians. La conversió de Clodoveu permet a aquestes comunitats cristianes disposar d'aparell mitjançant el qual convertir tota la població. Els francs portaren una política religiosa molt precisa que permeté la reforma i estructuració de l'Església. S'introduí una nova reforma litúrgica, es multiplicaren els monestirs, les esglésies regulars, es revaloritzà el llatí, s'introduïren els texts grecollatins, entre d'altres. És el cas, per exemple, de l'abadia de Sant Maximí de Trèveris, construïda pel rei franc Dragobert I al 633. Se situada a Trèveris, és a dir, just a la frontera d'Alemanya amb Luxemburg. En totes aquestes reformes es recolzaren les abadies luxemburgueses per aconseguir més fidels. Els missioners que es dedicaren a aquesta tasca en territori luxemburguès eren d'Aquitània, Irlanda i Anglaterra.

Dels missioners a destacar per la seua labor al Luxemburg està en Willibrord d'Utrecht: promulgat bisbe el 695, serà inhumat en territori luxemburguès l'any 739, lloc on havia ordenat en vida la construcció de l'abadia d'Echternach. Aquesta gaudix durant molt de temps de la protecció de diversos sobirans, fet que contribuí al creixement de la vila mateixa d'Echternach.
L'abadia d'Echternach és la responsable d'una gran producció de manuscrits il·luminats d'època medieval que quedaren dispersats amb el temps per Europa. S'estima que els saqueigs a l'abadia perpetrats amb la fi de l'Antic règim dispersaren unes 7.000 obres, hui guardades majoritàriament a Alemanya. Echternach s'ha transformat amb el temps en un lloc de pelegrinatge. Els cristians luxemburguesos acostumen a anar-hi a peu des de les altres parts del país per tal de visitar les mostres d'art medieval i les restes que queden de Willibord i Bertels. Bertels fou un monjo benedictí que escrigué el primer compendi d'història de Luxemburg.

Imatges d'Echternach
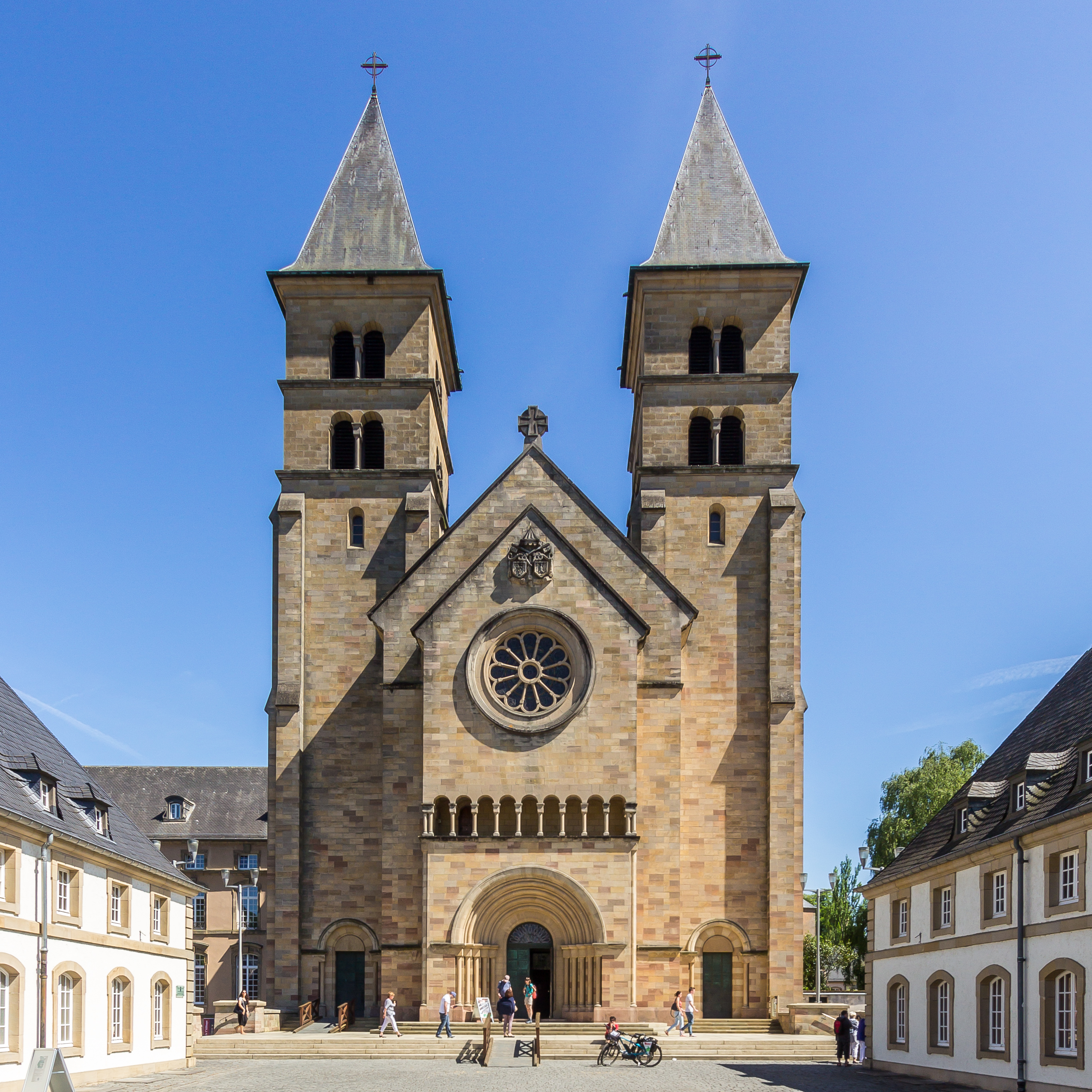
Basílica d'Echternach
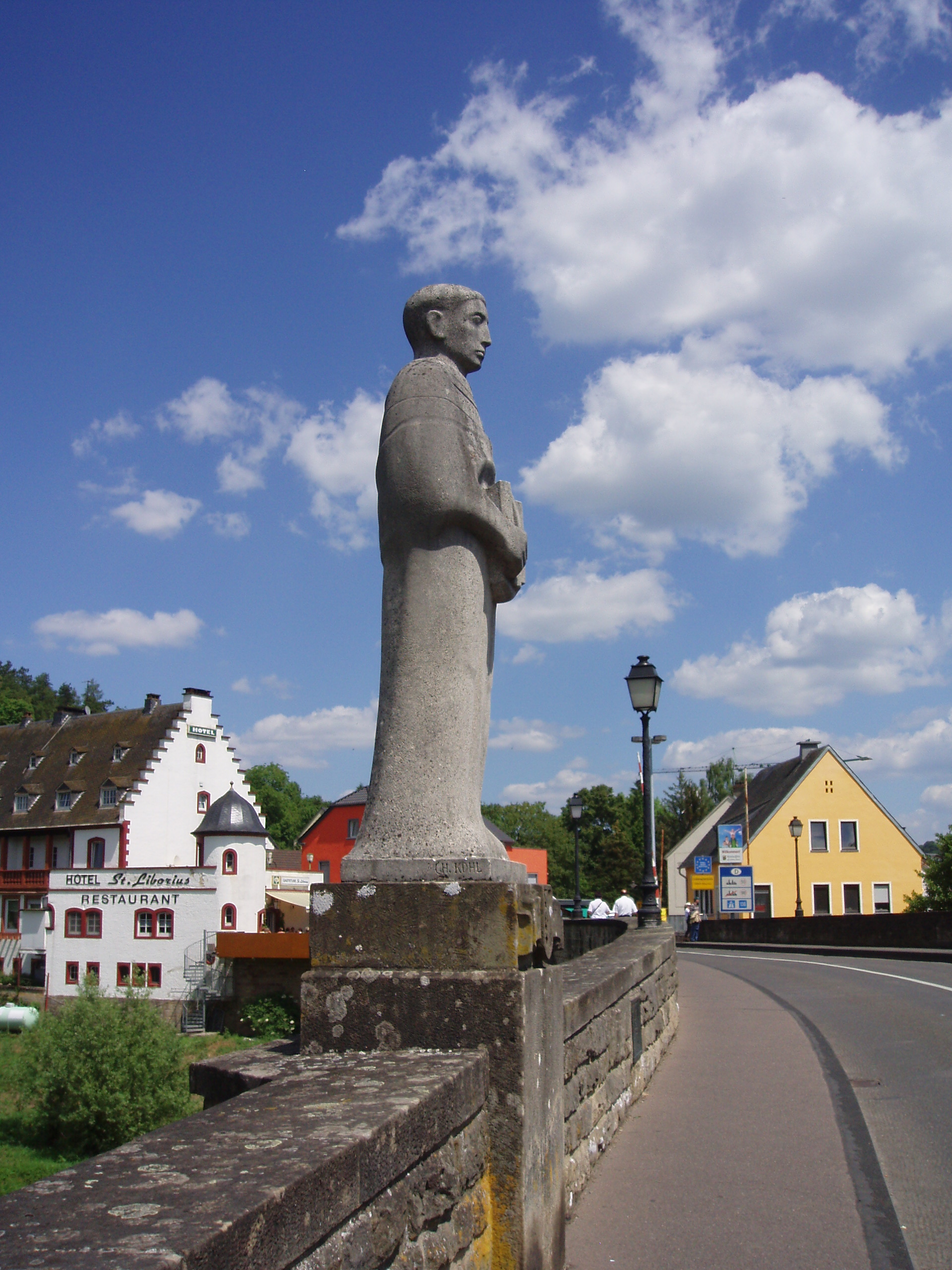
Estàtua del monjo Johannes Bertels
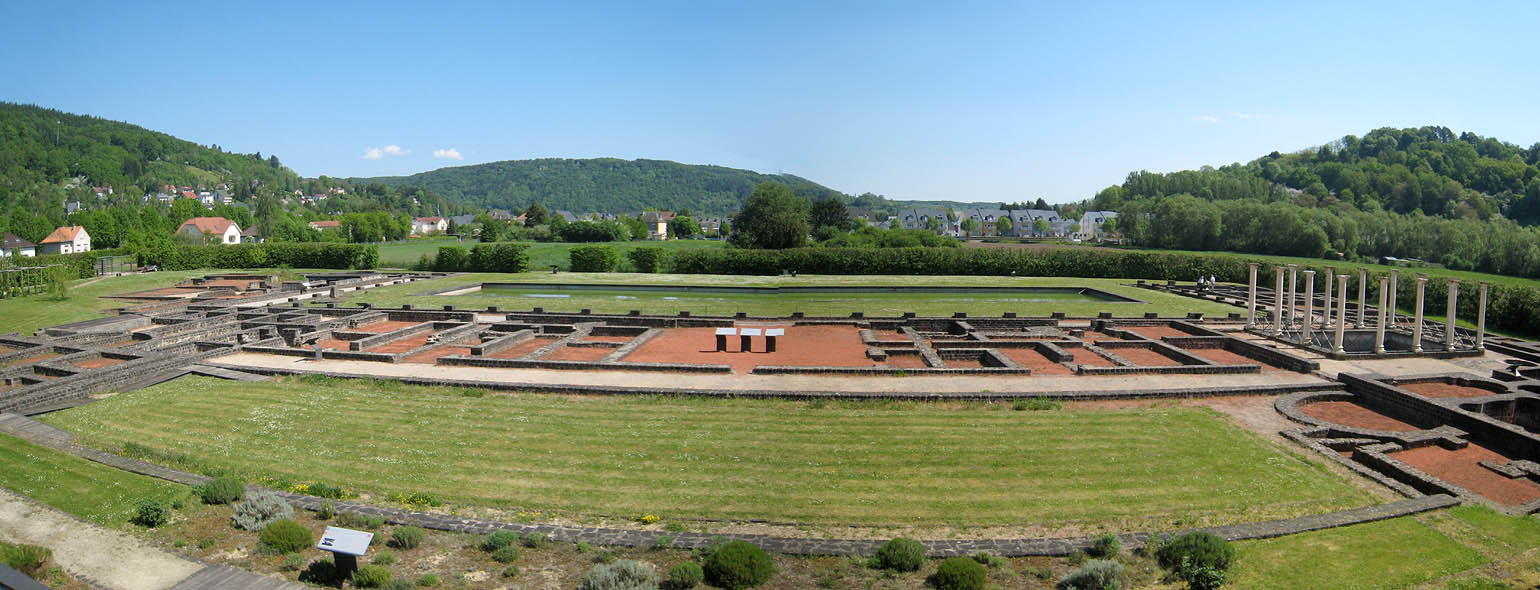
Vil·la romana d'Echternach
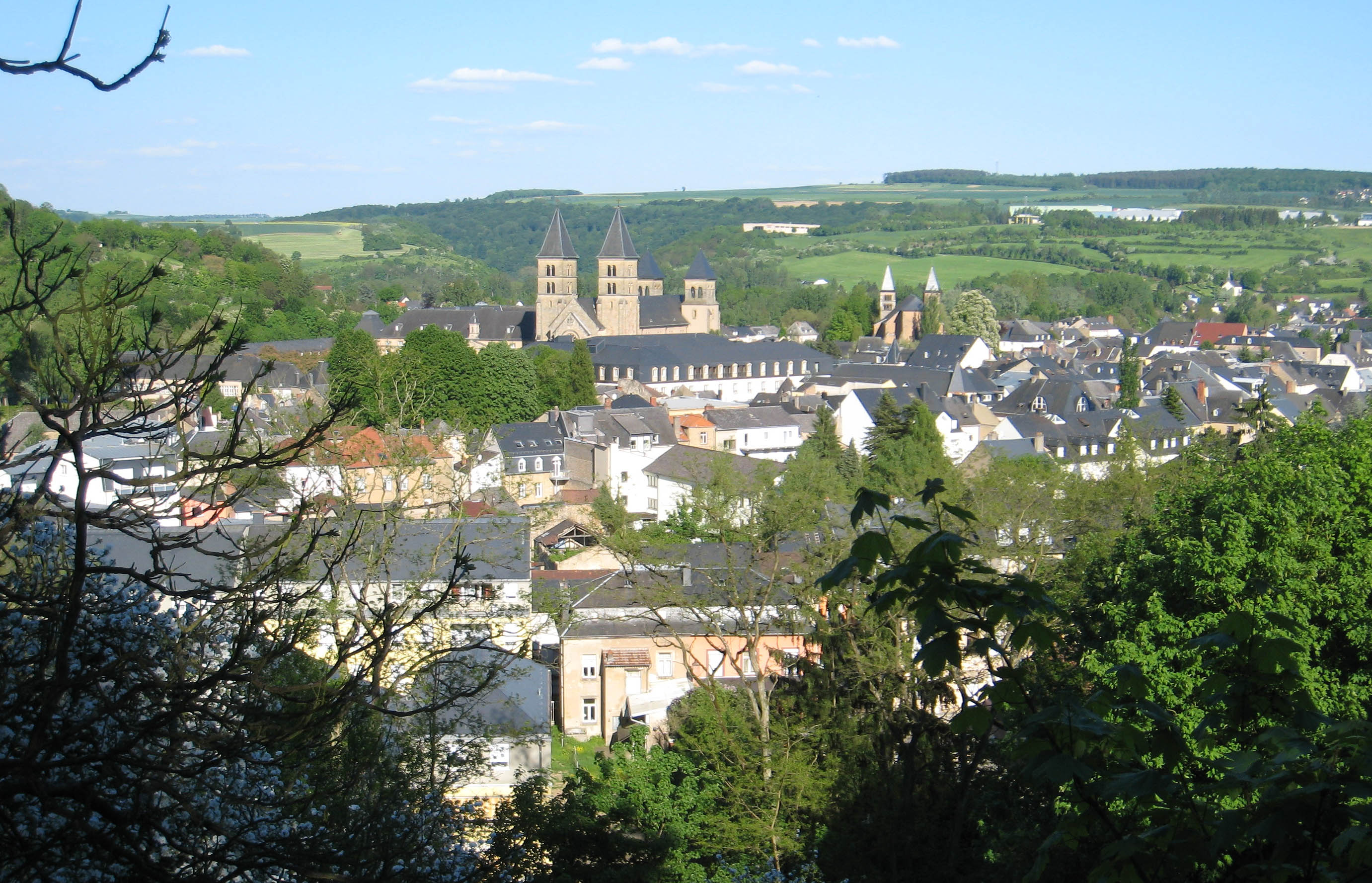
Vista panoràmica d'Echternach

La dinastia dels carolingis visitava força sovint Luxemburg. Hi tenia bona part de les seues propietats residencials. S'ha de dir que els carolingis no tingueren mai capital fixa. Era tradició franca de no establir cap mena de punt focal. Això els condicionava a traslladar-se i viatjar d'indret a indret. Per bé que Carlemany fixà la seua residència definitiva a Aquisgrà, no es pot parlar de capital. Per aquest motiu s'explica que el territori luxemburguès tingués propietats reials. Els carolingis destronaren els merovingis amb la missió d'estendre el cristianisme i convertir els pagans. Això era si més no l'excusa per fer-se amb el territori que abans ocupava Roma. La fita més important d'aquesta dinastia la presentà el rei Carlemany. Fou el responsable de tenir sota la seua única autoritat les terres que van des dels comtats catalans fins a les fronteres amb Dinamarca, Polònia i Croàcia.

### La partició de l'Imperi carolingi
A la mort de Carlemany l'Imperi carolingi entra en una crisi durable de la qual mai es recupera. Abans de morir, Carlemany havia designat ja un hereu per a tot el regne, el qual hauria de tenir la missió de continuar amb la tasca del pare i governar sobre tot el territori que el seu pare havia deixat. Aquesta decisió trencava definitivament amb la tradició franca, d'ençà que es volia que hi hagués únicament un rei i no una redistribució del regne a parts iguals entre els fills. Tanmateix, quan Carlemany pronuncia ja les seues paraules, les coses canviaren diametralment. Els fills de Carlemany no accepten la seua decisió. Carles i Lluís, contraris a la designació del seu germà, s'unixen mitjançant el pacte d'Estrasburg, en què hi expressaren de forma explícita suport mutu fins a aconseguir el seu objectiu. I l'objectiu era tornar a partir el regne a parts iguals.
Els Juraments d'Estrasburg foren escrits en fràncic i en alt alemany. Es tracta dels primers documents de caràcter polític i diplomàtic que se signen en llengua vernacla. Abans d'això, els documents reials eren signats i redactats en llatí. Però, aquesta volta, les parts contractants volgueren signar i redactar en la llengua que es parlava als territoris reclamats. Si més no, una part dels territoris reclamats perquè a França s'hi parlava igualment l'occità. La seua redacció en llengua vernacla permet a la historiografia actual francòfona i germanòfona reivindicar el fet lingüístic.
De forma paral·lela, el territori carolingi torna a ser assetjat. Els regnes peninsulars del nord d'Europa comencen la seua particular expansió i decidixen penetrar territori carolingi. Els vikings o normands, així anomenats a l'època, provocaren desestabilització i agreujaren de forma considerable els resultats de la crisi dinàstica. A la crisi interior deguda a les esbatusses entre fills, s'hi afegí l'esbatussa contra els normands. Les fronteres han de ser protegides, però la reialesa es troba en qüestionament. Aquesta situació és la que provoca la debilitació del regne i, per tant, la seua fragmentació. Principats, ducats, comtats i altres entitats pròpies de l'edat mitjana s'assumixen a si mateixes. Mercès a això es creen regnes a les fronteres militars carolíngies.
Amb tot, els germans Carles i Lluís aconseguixen apartar l'hereu legítim i partixen el regne en tres mitjançant el tractat de Verdun. Segons aquest, l'antic regne carolingi queda repartit de la manera següent:
- Frància, que traduït del llatí queda en França; part atorgada a Carles el Calb,
- Lorena, mot traduït del llatí Lotaríngia i part atorgada a Lotari I,
- Germània, que deriva justament de l'alt alemany i que dona nom a Alemanya* en la seua versió germànica (ex.: Germany en anglès); part atorgada a Lluís el Germànic.

La França Mitjana o Lorena conté el territori belga actual, a més d'Itàlia, Suïssa, Luxemburg, els Països Baixos o Frísia. En aquesta franja les divisions continuen de forma que gradualment s'hi constituïren diversos estats que donaren amb el temps forma als actuals. S'hi desenvolupen múltiples feus independents com els comtats de Flandes, Hainaut, Loon i Namur, els ducats del Brabant, Limburg o de Luxemburg i el Principat de Lieja.
A la mort de Lotari I, Lluís II rep el títol imperial de les terres italianes. Carles de Provença rep les terres borgonyones. Lotari II rep la resta del territori, és a dir, de Bèlgica fins a Suïssa actuals. El Regne de Lotaríngia torna a fractura-se al seu torn. És el tractat de Prüm. Durant la vida de Lotari II, la seua porció és objecte d'ambició per part de França i del Sacre Imperi romà. En no haver-hi hereus a la seua mort, els seus oncles, Carles el Calb i Lluís el Germànic, decidixen repartir-se el regne de Loratíngia amb el tractat de Meersen. El territori antigament lotaringi queda dividit en tres:
- La part occidental es queda a França
- La part oriental es queda al Sacre Imperi romà
- La part del sud es queda a Itàlia

Dit d'una altra manera, Luxemburg es queda dins del Sacre Imperi romà. Després d'un episodi breu d'unió mercès a Carles el Gros, el territori antigament lotaringi torna a ser dividit a la mort de Carles el Calb i Lluís el Germànic. Tota l'antiga Loratíngia a excepció de Borgonya passa a mans del Sacre Imperi romà. Luxemburg seguix dins d'aquest conjunt d'estats composts.
*Germània no era un país. L'estat alemany només sorgix al segle xix. Tot i que ja s'hi parlava d'Alemanya, el territori es troba fracturat en una conjunt d'estats composts anomenats Sacre Imperi germànic (Romà).

#### La creació del comtat del Luxemburg

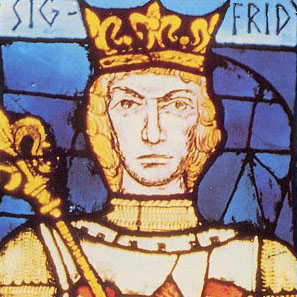
Sigifred de Luxemburg

La creació del Luxemburg pot ser vista com una saga familiar, o comtal per ser més exactes. El comtat de Luxemburg sorgix a partir d'un castre. Un castre és un castellet xiquet que es construïa a mode de barrera protectora en tant que fortificació de defensa. La primera referència al comtat es troba l'any 963 en una venda. S'hi referix concretament un "lucilinburhuc'' o "castell xiquet" en llengua luxemburguesa. El document diu que un suposat Sigired és propietari d'aquest castre i que adquirix l'abadia de Sant Maximí de Trèveris. A més, s'hi especifica que procedix de la casa comtal dels Ardenne. És a partir del comtat dels Ardenne que naix Luxemburg.
El problema d'aquesta casa comtal és que no hi ha certeses al seu voltant. Els historiadors pensen saber d'on procedix. Pareix que els Ardennes eren descendents del comte palatí de Loratíngia. El nom dels Ardennes apareix per ací i per allà en la documentació de l'època, però lligar els trencaclosques resulta difícil i no s'ha aconseguit aclarir bona part de les aliances familiars de la casa d'Ardennes.
Al comte palatí de Loratíngia de nom Vigeric se li atribuïxen propietats importants al segle X a Mosel·la. Pareix fins i tot que es desentén d'algunes terres luxemburgueses per unes altres a Luxemburg. Hauria estat comte de Trèveris i de Bidgau. Després d'un matrimoni amb una suposada Eva, es torna a casar amb Cunegunda, que tenia filiació directa amb Lluís II de França dit el tartamut o quec. Suposadament Vigeric tingué set fills, però no hi ha cap mena de certesa que els set descendents de Vigeric fossen tots procedents del casament amb Cunegunda. Tampoc hi ha certesa sobre si els set descendents foren fins i tot procedents de Vigeric mateix. De fet, tampoc se sap si tingué un paper preponderant en tant que comte palatí a la cort reial dels francs.
En qualsevol cas d'allò que sí hi ha certesa és que mor vers el 919 i la seua esposa es casa amb el comte de Verdum, que al seu torn és assassinat de forma que quan es torna a quedar sense marit, té al seu abast un gran patrimoni. Per la seua descendència, les tres branques són les qui governen Loratíngia. Això conferix un gran poder a la casa d'Ardennes. Per a ser més precisos, el territori sota la seua influència s'estengué de Luxemburg fins a Colònia (Alemanya) i de Verdun (França) a Lieja (Bèlgica). No sols això, sinó que l'un dels descendents de la casa d'Ardennes esdevé el futur papa Esteve IX. Un altre dels Ardennes, Godofreu de Bouillon, allibera Jerusalem del poder musulmà i hi és proclamat rei durant el període de les croades.
Amb tot, cal tornar a Luxemburg. D'entre els descendents, el responsable de quedar-se amb la parcel·la luxemburguesa fou Sigifred, però, com Vigeric, hi ha més misteris al voltant de la seua figura que certeses. Les desconfiances sobre la seua suposada descendència d'Ardennes ve donada per la seua longevitat. Nasqué el 918 i morí el 998. Si tenim en compte que la humanitat només aconseguix allargar l'esperança de vida amb l'arribada de la industrialització, tenim motius justificats per sospitar de Sigifred. Però, en virtut dels esdeveniments posteriors, s'ha de donar per vàlida la seua suposada descendència.
En tant que territori atorgat a la França Oriental (Germània), Luxemburg es trobà dins de l'anomenat Sacre Imperi romà quan Sigifred prengué el seu càrrec. Aleshores el rei Otó I el Gran és proclamat pel papat com a emperador d'Occident, tot imitant a Carlemany quan fou coronat pel papat com a emperador dels romans. El regne es compon d'una diversitat de feus que fan ofici d'estats composts que elegixen conjuntament una figura central, que és la qui rep el títol d'emperador dels romans. Luxemburg forma, doncs, part d'aquesta multiplicitat de feus; realitat que perdurà fins al segle xix.

Les ambicions de la França Occidental de fer-se amb el territori lotaringi portà a una confrontació quasi perpètua contra la França Oriental. És a dir, a causa del territori lorè, França i el Sacre Imperi romà es barallen i d'aquesta picabaralla sorgix una nova divisió de la Lorena. Es partix en Alta i Baixa Lorena. Però, tot i això, la partició no està exempta d'intrigues. Lorena fou primerament cedida perquè la gestionés el comte de Verdum. Després fou passada a mans de Conrad I. Finalment, acabà en mans de Brunó de Colònia, que la dividí. Justament, l'Alta Lorena o Lotaríngia és cedida llavors al germà de Sigifred, Frederic I. Luxemburg quedà en mans de Frederic I de Lorena.
I és que darrere d'aquestes cessions hi ha sobretot una voluntat del monarca del Sacre Imperi romà de privilegiar els interessos saxons. O siga, des que l'Imperi carolingi és fracturat, França Occidental i França Oriental fan vessar sang per tal d'aconseguir el poder de la França Mitjana. Lorena o França Mitjana és, doncs, territori de cobdícia i en aquesta cobdícia els descendents de Vigeric preferixen donar prioritat als interessos orientals quan resulta que Vigeric donà prioritat als interessos occidentals. 
Sigifred en ésser partidari del Sacre Imperi Romà decidix iniciar una campanya d'expansió a partir dels seus dominis. Era hereu de diversos feus i se li atribuïx la creació del comtat de Luxemburg. Els dubtes dels historiadors fan que siga del tot difícil definir la situació real de Luxemburg llevat de la seua clara pertinença a l'Alta Lorena. Es pensa que Sigifred no posseïa efectivament part del que diu que tenia però que en vista d'anar unificant algunes de les seues altres possessions, utilitzà les seues afinitats i aliances (el germà és designat pel rei) amb el Sacre Imperi Romà per tal d'iniciar una política d'expansió. Aquesta interessa al seu germà i a l'Emperador del Sacre Imperi Romà perquè si efectivament el territori es troba amb uns límits no gaire definits, és l'ocasió ideal per avançar en territori lorè en detriment de les avançades franceses.
En aquesta política d'expansió Sigifred troba precisament en l'emplaçament del gran ducat de Luxemburg actual un lloc estratègic. Allà s'hauria apoderat d'una antiga fortificació d'època romana sobre la qual hauria construït un castre dit de Luxemburg. El castre permet la creació d'un nucli urbà. La zona fou, doncs, usada com a punt focal per a campanyes militars. És mitjançant la seua compra a l'abadia de Sant Maximí de Trèveris que neix l'enclavament de Luxemburg. La data de la compra es pensa que podria haver-se efectuat vers el 963 (entre les diferents hipòtesis).
Sigifred continuà sent un gran servidor de la dinastia germànica. A la mort d'Otó II (983), pareix que lluità al costat de l'emperadriu regent Teòfano contra les ambicions de Lotari I de França. Fet presoner, és alliberat el 985. Aquesta pareixeria ser la seua última etapa. Malgrat que hi ha moltes, i misterioses, incertituds sobre aquest comte de Luxemburg, fins que no es troben més informacions fidedignes seguix sent, a ulls dels historiadors, el fundador del comtat de Luxemburg. A la seua mort és inhumat a l'abadia de Sant Maximí de Trèveris.

### Una saga familiar a mig camí entre germànics i francs

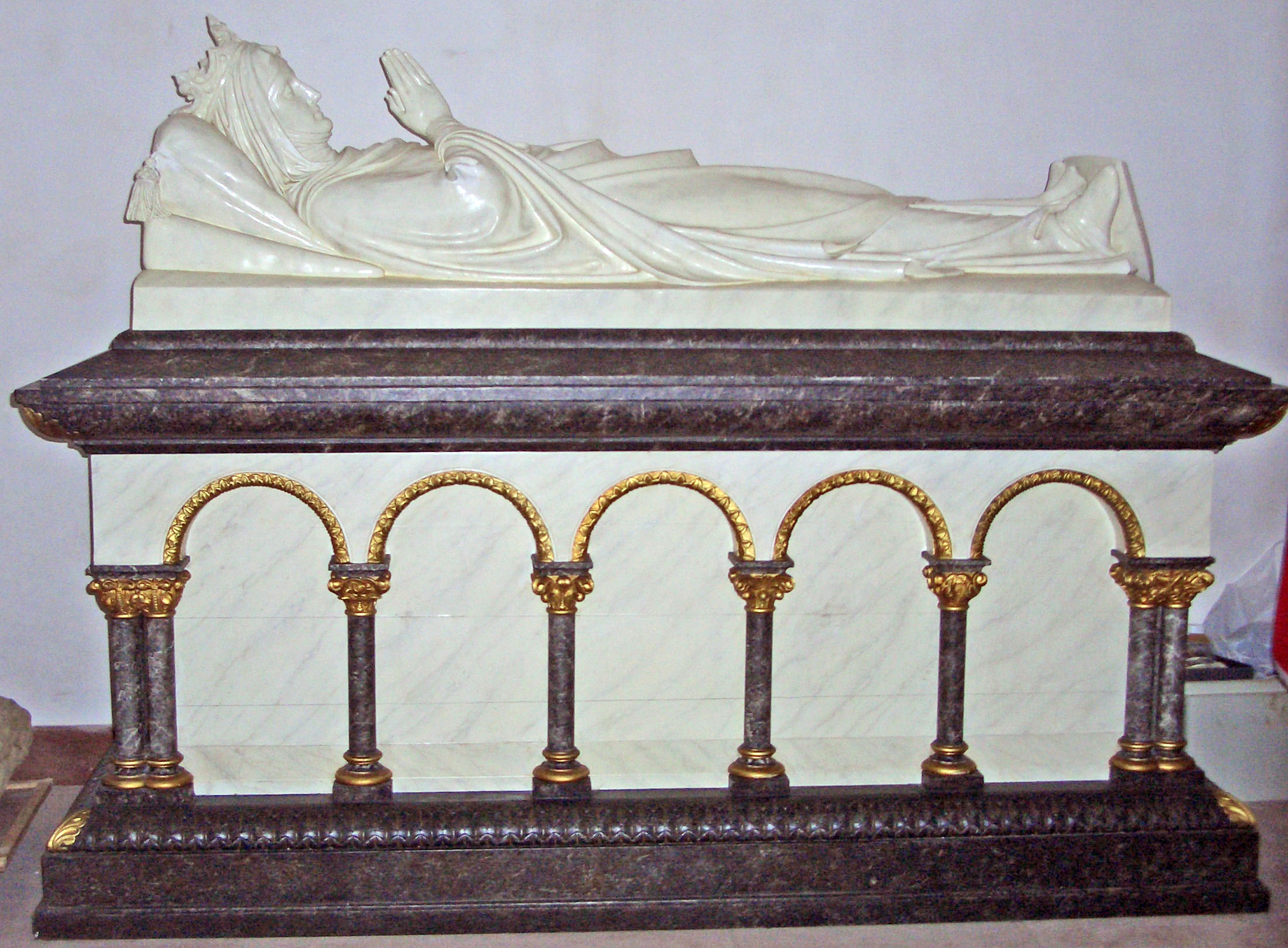
Sarcòfag d'Ermessenda I de Luxemburg a l'abadia de Clairefontaine d'Arlon. En l'actualitat Arlon és una localitat de la província belga francòfona de Luxemburg

Després de la mort de Sigifred, els seus descendents miren d'estrènyer relacions amb el cercle imperial del Sacre Imperi romà. Per bé que de forma general no hi ha gaires esdeveniments a destacar, sí que es pot dir que de xic en xic la casa de Luxemburg s'apropa al tron germànic. En primera instància tenim usurpacions dels episcopals de Trèveris i Metz, a més de les abadies d'Echernach i Stavelot, amb l'ajuda del Sacre Imperi romà. Alhora el primer fill de Sigifred es corona duc de Baviera en tant que Enric V de Baviera. Els fills d'Enric II se'n van a fer la guerra contra els hongaresos en el context de la política fronterera del Sacre Imperi romà. Les campanyes contra els hongaresos permeteren mantenir el ducat de Baviera sota la casa de Luxemburg.
L'episodi de la Lluita de les Investidures, sense parlar de les guerres contra els hongaresos, és una mostra ben clara de política favorable al Sacre Imperi romà. Després de la caiguda de l'Imperi romà, tot i que el nomenament dels càrrecs eclesiàstics corresponia en teoria a l'Església catòlica, en la pràctica era habitual que fos realitzat per les autoritats seculars. En moltes ocasions els càrrecs eclesiàstics, especialment els de bisbes i abats, comportaven els ingressos procedents d'extenses terres. Per això, era habitual que els monarques nomenessin gent de confiança o, fins i tot, els venguessin al major postor. No obstant això, en consonància amb la Reforma gregoriana, l'Església catòlica decidix esborrar aquesta pràctica i l'emperador del Sacre Imperi germànic s'hi oposa. Conrad I de Luxemburg-Ardennes fa costat a Enric IV del Sacre Imperi romà.
És amb la unió entre la casa de Namur i de Luxemburg que la política favorable als interessos germànics es debilita. El comtat de Namur era un feu del Principat de Lieja al territori actual de Bèlgica. Es trobava en eixos moments dins del Sacre Imperi romà. Però, malgrat que França, com el Sacre Imperi romà, acostuma a manar-hi directament, siga per ambicions territorials com per drets feudals, el principat es manté relativament independent dintre del seu conjunt. A les terres belgues actuals hi havia una disparitat important de feus relativament autònoms. S'hi parlaven diverses llengües per bé que el neerlandès n'era la majoritària. És el cas del frisó, del francès o de l'alemany. Quan Conrad II mor la branca d'Ardennes s'apaga. És a la cerca de nous matrimonis que el feu luxemburguès passà a mans de Lotari II. Però, el successor de Conrad II, és a dir, Conrad III, decidix posar al capdavant del lideratge luxemburguès a Enric de Namur, de forma que d'ara endavant el comtat luxemburguès procedix a un procés d'afrancesament per la presència dels Namur. Aquests introduïxen el francès en terres luxemburgueses. La part comtal de l'oest quedà influenciada per la banda francòfona, mentre que la de l'oest quedà sota influència germànica. Aquest detall lingüístic és necessari apuntar-lo perquè rere dels parlars hi apareix una querella entre el Sacre Imperi romà i França per fer-se amb les possessions de la casa de Luxemburg.
Així, l'adquisició de la casa de Namur permet als futurs descendents tornar a les guerres d'annexió, però sense que això done grans èxits. Un fracàs durament reprimit vist que la casa de Luxemburg fou expulsada del principat. La política matrimonial tampoc pareix que tingués un gran èxit. Mirà d'estrènyer relacions amb el comtat d'Hainaut i de Flandes; àrees que corresponen actualment a la part neerlandòfona de Bèlgica. El fracàs fa que more sense descendència i al seu testament deixa les terres a Balduí, que com els seus predecessors aconseguix les terres flamenques mitjançant diversos matrimonis. Això apropà encara més el comtat de Luxemburg-Namur a França. Balduí V era efectivament gendre del rei de França. La successió indirecta posa llavors el comtat de Luxemburg a mans de Frederic I Barba-roja, que mirà d'evitar possibles aliances entre França i els Balduí. Per aquest motiu agrupà el seu patrimoni en un sol bloc que diluïa el comtat de Luxemburg, però permetia que Balduí V optés a ser escollit príncep del Sacre Imper romà. Aquesta estratègia tingué conseqüències col·laterals: diversos comtats dels Països Baixos Borgonyons decidixen envair sense èxit el patrimoni de Balduí V.

Davant la impossibilitat d'annexionar-se el territori de la casa luxemburguesa, els rivals persuadixen el successor directe de tornar-se a unir amb la seua antiga esposa. Naix Ermessenda, que molt aviat és unida en matrimoni amb Enric II de Xampanya, cosí germà del rei francès Felip August. Veient que l'aliança tornava a apropar-se a França, Frederic I Barba-roja decidix cedir el mariscat de Namur, però, tanmateix, Enric II de Xampanya no pareix gaire interessat en els afers luxemburguesos. Marxa a les croades i s'esposa amb Isabel l'any 1192, filla del rei de Jerusalem. A falta d'haver trobat una estratègia millor, a la mort de Frederic I Barba-roja, el comtat de Luxemburg hauria, normalment, d'haver-se quedat dins del Regne francès, però, justament Ermessenda, preocupada per la pèrdua, negocia la seua cessió casant-se amb el comte de Barrois. Ara bé, el comte mor i ha de trobar-se un nou matrimoni. Es casa llavors amb el comte de Limburg, que en eixa època feia part dels Països Baixos Borgonyons. Sota els Limburg el territori luxemburguès s'expandix finalment i adquirix un òrgan parlamentari estamental: el Consell dels Deu Vassalls.
La cessió dels drets de Luxemburg a la casa de Limburg és considerada cabdal dins de la història de Luxemburg. El fet que Ermessenda exercís com a sobirana en vista de recuperar el patrimoni cedit per banda materna, permeté a la casa de Luxemburg no ser absorbida per França. Els historiadors luxemburguesos parlen directament de creació dels "país de Luxemburg". És més aviat una expressió per deixar palès que l'estratègia matrimonial d'Ermessenda deslligà el comtat de Luxemburg de la corona francesa alhora que posava el seu destí en mans d'un Consell estamental i representatiu de les diferents cases aliades en matrimoni sota els Luxemburg.

### Vers el tron imperial universal germànic
La casa dels Luxemburg-Limburg té vuit successors, el primer dels quals fou Enric V dit el Blondell (1247-1281). Enric V expandeix altra vegada les possessions luxemburgueses, no sempre amb èxits gloriosos, vist que la política expansionista topà amb els interessos del seu oncle, raó per la qual és empresonat. L'alliberament només fou possible per la intervenció del papat i del rei francès, que pagaren una forta suma, i de la unió d'alguns dels béns luxemburguesos, a la branca francesa dels Ligny. Ligny és una localitat de la Valònia belga actual. Això porta llavors la casa de Luxemburg a embolicar-se en les crisis successòries dels territoris actualment belgues, però en l'època dels Països Baixos Borgonyons. És així com neix la unió matrimonial entre els Dampierre i els Luxemburg.
L'expansió continua sota el successor d'Enric V dit el Blondell i, tot coincidint amb la crisi successòria de la casa dels Limburg, el comtat de Luxemburg no és unit per poquet al ducat de Brabant. Els Brabant eren com els Luxemburg, una casa feudal ambiciosa. Foren justament els responsables d'absorbir posteriorment una part no menyspreable dels Països Baixos Borgonyons. La unió, doncs, és desitjada però els Luxemburg no l'aconseguiren. Res d'això aturà les seues ambicions i amb la desfeta miraren de continuar amb allò que l'historiador Gilbert Trausch anomena "gran política".

Els atzars de la història somrigueren a la gran política luxemburguesa: quan Enric VI mor, el seu fill (1288-1313) succeïx el tron del Sacre Imperi romà. La casa dels Luxemburg aprofità llavors la bona oportunitat que se'ls presentava per a casar-se amb els Brabant. La bona situació porta inclús els Luxemburg a fer les paus amb l'episcopat de Trèveris, el qual posa un Balduí al capdavant. L'assassinat del rei dels romans austríac porta llavors a una crisi successòria del títol que havia d'emular al de Carlemany. La successió és atorgada a Enric VI, que aleshores es presentà com el candidat ideal en no haver-hi un gran domini i en trobar-se igualment amb aliats decisius com el papat o el mateix episcopat de Trèveris. Les coses no s'acabaren en tan bons camins. L'assassinat del rei de Bohèmia li permeté fer-se igualment amb aquest territori. Tot plegat sobre fons d'aliances. Efectivament, fou altra volta els aliats luxemburguesos a la cort els qui permeteren que el fill prengués possessió de Bohèmia a canvi de casar-se amb la germana de la princesa de la dinastia bohèmia.
El Sacre Imperi romà fou l'intent constant de crear una "monarquia universal". La monarquia universal és un concepte ideològic i geopolític que pretén el predomini o hegemonia total d'una monarquia o d'un imperi sobre la resta d'estats de la totalitat del món o com a mínim de la part coneguda del món o la part que s'entengui com a habitable. Els Luxemburg, en acceptar el tron del Sacre Imperi romà, acceptaren igualment aquest tipus de monarquia que plasma justament les seues ambicions en la coronació de rei o emperador dels romans.
La seua expedició a camí d'Itàlia per ser coronat rei dels romans hagué de fer front a insurreccions de Milà, les quals prengueren la vida del seu fill, recentment unit en matrimoni amb el Regne de Bohèmia. Al seu retorn, haurà de fer front a exèrcits napolitans, els quals no li permeteren arribar al seu objectiu final. A mig camí, doncs, del cor del Sacre Imperi romà, és mort per malària. Inhumat a la catedral de Pisa, a Itàlia deixà els seus somnis d'imperi universal sense poder tan sols acariciar-los. La successió torna els Luxemburg a males èpoques. La casa és apartada a favor del duc de Baviera, rival directe dels Luxemburg.

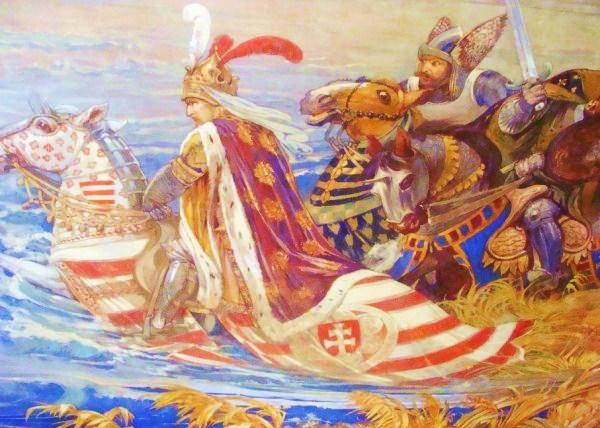
El rei Segimon d'Hongria durant la batalla de Nicopolis el 1396. Pintat per Lohr (1896); entrada del castell de Vaja

El successor indirecte del comtat de Luxemburg es trobà llavors amb el Regne de Bohèmia sota les seues mans però de manera indirecta. El seu rival baverès casà el seu successor amb la filla d'Elisabeth de Bohèmia, dona del fill d'Enric VII de Luxemburg i del Sacre Imperi romà, mort en batalla. Joan de Luxemburg és considerat una de les figures més conegudes i divulgades de la història de Luxemburg. Igual que els seus predecessors, tingué mirades territorials molt àmplies. La gran política luxemburguesa reprengué les seues aspiracions. S'annexionà més territoris i aconseguí engrandir el comtat de Luxemburg. Protegí igualment la ciutat de Luxemburg fortificant-la i potencià el comerç al seu territori. És d'aquesta època que prové la fira anual de Schobermesse.

Noves aliances matrimonials apropen la casa de Luxemburg a França. Quan resulta que Joan de Luxemburg pot finalment exercir com a rei de Bohèmia, la Guerra dels Cent anys el porta a morir en batalla contra Anglaterra en virtut de les seues aliances amb el Regne francès. La successió recau llavors en Carles V, que nasqué de la unió d'Elisabet de Bohèmia amb Joan de Luxemburg. La gran política es traslladà llavors no sols al terreny de la guerra sinó també al de les llengües. Carles V de Luxemburg parlava deu llengües, que són el fruit d'un tron que combina territoris molt dispars que parlen diferents llengües. L'any 1346 són encara més grans les possibilitats d'expandir la gran política. Es corona efectivament al Sacre Imperi romà. Tenint l'experiència dels seus predecessors, aquesta volta fixà per escrit les normes successòries per evitar-se enuigs.

A pesar de l'accés a emperador dels romans, l'antic comte de Luxemburg no s'interessà gaire per les terres luxemburgueses. Estigué molt més interessat en els països txecs. Tanmateix, el seu rang li permeté fer del comtat de Luxemburg un ducat mitjançant successions ben calculades. De fet, el patrimoni que des de Sigifred s'acumula al llarg dels anys fa que quan accedisca al tron imperial germànic, tinga pràcticament tot el seu llinatge al capdavant dels feus més importants d'Europa. La casa de Luxemburg arriba llavors al màxim apogeu. El 1378 la casa de Luxemburg és exclosa finalment del tron germànic després de dues successions ben trobades. Ara bé, gràcies a noves successions hereves d'aquest passat germànic, Luxemburg passa a regnar Hongria com a rei dels romans l'any 1387, sobre Germània el 1411 i sobre Bohèmia el 1419, fita realitzada per Segimon de Luxemburg. Per acabar, la política expansionista dels Borgonya porta a absorbir el ducat de Luxemburg el 1441.

## Edat moderna

### El projecte de Gran Països Baixos
Abans de la unificació dels territoris borgonyons i des de la parcel·lació de l'Imperi carolingi en principats autònoms, Bèlgica coneix destins diversos, a voltes fragmentats, a voltes units. Aquesta parcel·lació i destins entrecreuats no és precisament el fruit d'una lògica predeterminada, sinó el resultat de circumstàncies particulars que afavorixen la lluita per múltiples territoris en mans de cases feudals amb ambicions patrimonials traduïdes en polítiques expansives. Tanmateix, els ducs de Borgonya pretengueren, amb el seu ascens dins d'aquest trencaclosques belga, construir un estat poderós i modern, que emulés el model francès, del qual al cap i a la fi provenen. D'aquesta voluntat naix una nova entitat: els Països Baixos. Portar a terme aquest projecte ambiciós necessita abans de tot la unificació de tots aquests comtats, ducats i altres formes feudals dispars alhora que unides per enllaços no sempre matrimonials. Precisament l'objectiu final passa per la unió matrimonial. D'això s'encarregà la dinastia dels Borgonya. La casa de Luxemburg no es mantingué al marge de les ambicions borgonyones.
Nota: l'extensió d'aquest ambiciós projecte el podem apreciar enumerant les llengües que s'hi parlaven: luxemburguès, francès, neerlandès, alemany i frisó.

#### Els Països Baixos Borgonyons
Peça desitjada i estratègica dels prínceps borgonyons, l'espai geogràfic luxemburguès al segle xiv comprèn les regions que van des dels rius de Mosa fins al Mosel·la mitjà. A banda de l'actual gran ducat contemporani, el ducat luxemburguès de l'època s'estén fins a la província belga de Luxemburg actual, a més de la part meridional del territori d'Eupen-Maldémy, la meitat occidental de Bitbourg-Prum amb avançaments a Manderschied a l'est fins a Schleiden al nord. Tot aquest territori és objecte d'ambició per part dels Borgonyons, que tenen un desig molt explícit: crear un gran i únic estat centralitzat a estil i model del francès.
Les aliances matrimonials de Carles V havien permès a l'època una aproximació a la corona francesa. La casa de Borgonya aprofità l'ocasió per a fer-se amb el territori ambicionat luxemburguès i continuar així estenent-se en territori belga fins als Països Baixos neerlandesos actuals. L'adquisició dels drets luxemburguesos per part de la casa de Borgonya despertà rivalitats al ducat de Luxemburg mateix. La meitat de les ciutats luxemburgueses criticaren l'adquisició en considerar que el territori havia de quedar en mans dels successors naturals. En canvi, una altra meitat, força important, creia que era una bona nova tindre els Borgonyons, descendents de la corona francesa, a les seues terres. L'oposició entre uns i altres fou en certa manera un renovament de les ja antigues rivalitats entre França i el Sacre Imperi romà. Tot i això, aquesta volta no hi hagué possibilitats reals d'oposició i la ciutat mateixa de Luxemburg fou ocupada per Felip el Bo la nit del 22 de novembre de 1442. La ciutat es rendí a les ambicions borgonyones a pesar que la jerarquia mateixa de la ciutat trigà prop de 20 anys a acceptar la presència borgonyona en territori propi. Ben bé, Felip el Bo fou acceptat únicament sis anys abans de la seua mort.
La història de la casa de Borgonya és força més vella del que ens apareix en el moment de la seua successió al ducat de Luxemburg. El regne neix realment a Suïssa i les ambicions de la corona francesa eren fer-se amb aquest territori que llavors anava de Suïssa fins a la regió borgonyona de França actual. Els Borgonya veuen en ocasions com es desfà i es trona a erigir el seu reialme. Una volta que s'aconseguix tornar a reconstruir-lo per última vegada, Borgonya es troba més aviat dividida. L'antiga Borgonya suïssa ja ha deixat de ser-ho i allà mateix s'hi troben un conjunt d'estats confederats coneguts com a Lligues Suïsses en el seu lloc. La francesa, en canvi, ambiciona crear un estat únic entre França i el Sacre Imperi germànic. És així com els nous borgonyons es fan amb el ducat de Luxemburg. Ara bé, la política borgonyona no agradà gens a la corona francesa, que mirà a tot moment de recuperar les seues possessions i per això mateix s'oposà frontalment als Països Baixos borgonyons. El successor de Felip el Bo, doncs, Carles el Temerari, hagué de fer front a Lluís XI de França.

A la mort de Carles el Temerari no hi ha hereu masculí per a la successió. Maria de Borgonya (1477-1482) es trobà llavors en la mateixa situació que Ermessena anys abans. La situació quedà resolta amb el seu matrimoni amb Maximilià d'Àustria. El fill de Maria de Borgonya, Felip el Vell, per la seua banda, es casa amb la infanta Joana dels Reis Catòlics l'any 1496. Els Països Baixos borgonyons passen aleshores a mans de la branca hispànica dels Habsburg.
Nota: la corona castellana també tenia les mateixes ambicions que el Sacre Imperi germànic. Pretenia construir una monarquia universal i per aquest motiu l'estratègia passà per diversos casaments amb les cases reials europees. Mercès a això Castella tingué el control del Sacre Imperi germànic una vegada que Carles V de Castella, Aragó i el Sacre Imperi germànic aconseguí ser nomenat per al tron germànic. 

#### Els Països Baixos Espanyols
Carles V neix l'any 1500 a Gant, hereu a la vegada dels Habsburg, dels ducs de Borgonya i d'Espanya. Es considera flamenc i borgonyó. Parla diverses llengües. Electe emperador del Sacre Imperi romanogermànic, el seu poder és immens. Té sota la seua autoritat el Regne de Castella, el Principat de Catalunya, Andorra, el Regne de València, el Regne de Nàpols, les confederacions suïsses, bona part del territori actual alemany i austríac, dividit en principats, ducats i comtats amb relativa independència, les colònies espanyoles de l'Amèrica Llatina, a més dels territoris belgues actuals, la qual cosa inclou el ducat de Luxemburg, etc.
En la mateixa línia que quan els borgonyons eren al poder, els Habsburg emprengueren encara més reformes per donar més centralisme a la confederació de les Disset Províncies, en les quals es troba el ducat de Luxemburg que, per tant, també patí per aquestes polítiques. L'emperador dels romans decidí crear tres consells que gestionessen la justícia, la política i les finances de tots els territoris de les Disset Províncies dins d'una única política conjunta. Portà igualment a terme tota una política de reforçament administratiu desplegant agents de control per tal de tenir tot el territori molt més sota la seua mirada. Tanmateix, es fa necessari dir que per bé que hi hagué una reorganització de les institucions, l'essència mateixa del model continuà vigent i seria massa simplista veure-hi una evolució cap a un estat centralitzat. Estem encara davant d'un conjunt d'entitats feudals amb els seus costums propis d'aquesta època que seguixen manant i reunint-se en un hemicicle jeràrquic per prendre decisions conjuntament sense que això trega autonomia a cadascuna d'aquestes composicions.
L'organització del territori luxemburguès duta a terme pels Habsburg acabà donant lloc a la creació dels Estats [Generals] de Luxemburg. Es tracta d'un parlament estamental en què s'hi reunixen els tres estaments propis de l'Antic règim (noblesa, clergat* i tercer estat) en representació del conjunt luxemburguès de l'època. La seua creació es deu a necessitats comercials. Les ciutats luxemburgueses experimenten un creixement econòmic considerable al segle xiv i per aquest motiu comença a haver-hi reclams i sol·licituds explícites que concernixen les transaccions comercials. La seua creació permet de facto deslligar el ducat de Luxemburg de la resta de les Disset Províncies o Països Baixos. Això no impedeix que Luxemburg tenia dret com a entitat única de participar en els Estats Generals dels Països Baixos.
A banda, el ducat fou sacsejat per les guerres entre França i el Sacre Imperi germànic. Els dos regnes tornaren a disputar-se la legitimitat de posseir les Disset Províncies i per això la fortificació luxemburguesa fou utilitzada com a punt estratègic de la guerra. El 1542, per exemple, una armada francesa comandada pel duc Carles d’Orleans, tercer fill de Francesc I, s'empara de la fortalesa de Luxemburg. Carles V la reconquerí dos anys després i cinc anys més tard aproximadament Enric II de França torna a envair territori luxemburguès. L'annexió de Metz fou irreparable a pesar dels intents de Carles V de recuperar-la. La pau s'assolí mitjançant un tractat signat entre els bel·ligerants a iniciativa de la casa de Luxemburg l'any 1595.
La independència dels Països Baixos del Nord durant les guerres de religió deixaren Luxemburg en mans hispàniques dins del conjunt dels Països Baixos del Sud. La Guerra dels Trenta anys acaba donant una part del territori luxemburguès a França i, després del final de la guerra, Lluís XIV dit el Rei Sol, tornà a intentar fer-se amb el ducat de Luxemburg.
*Els Estats de Luxemburg no permetien l'accés a tota la capa eclesiàstica. L'anomenat clergat en realitat només comprenia una part minsa de la jerarquia eclesiàstica. No sols això, sinó que el tercer estat exclogué la burgesia en poder-hi seure únicament grans terratinents.

##### La Reforma protestant

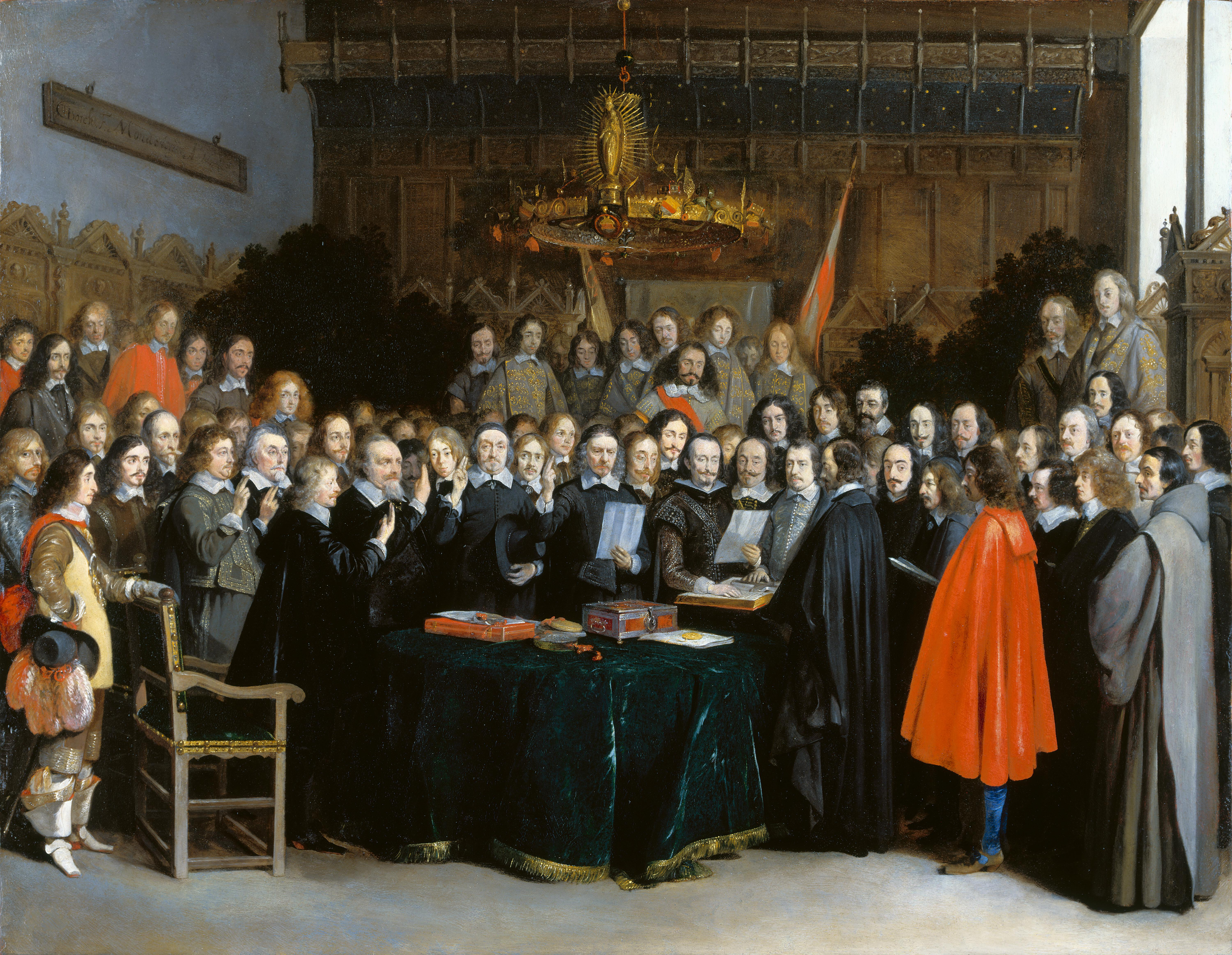
Redacció del tractat de Westfàlia que posà punt final a les guerres de religió a Europa tot redibuixant el mapa europeu a interès dels guanyadors

Paral·lelament, el territori belga actual, al qual cal afegir-hi en aquella època Luxemburg i Holanda, fou un focus de pensament mercès a l'humanisme que, per bé que nasqué a Itàlia, s'estengué ràpidament per tot Europa, principalment als països del centre-nord, la qual cosa portà a la Reforma protestant i, així, a les guerres de religió que marquen aquest període. Els artistes i intel·lectuals de l'època són atrets pel territori neerlandès. Es divulguen així, doncs, per tot Europa nous valors. L'individualisme comença a ser posat en relleu per primera volta. La relació que els escolàstics dictaren entre la moralitat i els diners anà canviant igualment de forma progressiva. Això ajudà a fer penetrar el capitalisme en terres flamenques.[9]
En conseqüència, al final de l'edat mitjana, hi havia un cert malestar en àmplies capes de la societat pel rumb que havia pres l'Església:
- Luxe exagerat amb què s'envoltava l'alta jerarquia eclesiàstica.
- Escassa cultura i relaxament de costums del clergat.
- Compravenda de càrrecs eclesiàstics per a benefici propi.
- Venda de butlles i indulgències per obtenir el perdó de Déu.

Alguns humanistes, com Erasme de Rotterdam, ho criticaren i defensaren una religiositat més íntima basada en la lectura de la Bíblia. Això va suposar la divisió de l'Església el 1515. Es considera generalment que la Reforma protestant consegüent comença amb Les 95 tesis de Martí Luter (1517), tot i que existixen una sèrie de precursors com Johannes Hus anteriors a aquest esdeveniment. Luter va clavar les seues 95 tesis a la porta de l'església de Tots Sants a Wittenberg,[2] que servia com un tauler d'anuncis per a afers relacionats amb la universitat. Aquestes s'utilitzaren com a punts de debat per a criticar l'Església i el papa. Els punts més polèmics se centraren en la pràctica de la venda d'indulgències i la política de l'Església sobre el purgatori. Altres reformistes, com Ulrich Zwingli, aviat s'uniren a aquestes tesis.[9]
La figura de Carles V és indispensable per a entendre el desenvolupament dels escenaris posteriors a Les 95 tesis de Martí Luter. El papat li exigí que retirés les tesis en una butlla i que es fes enrere de tot allò que hi deia. Però, ans al contrari, Martí decidí cremar públicament la butlla papal i això el portà davant del monarca hispànic Carles V. Aquest li exigí que es retragués de tot allò que havia fet i dit. Però decidix no fer-ho i l'emperador dels romans l'expulsa. Llavors troba refugi en la noblesa local. Aquest fet marca un precedent perquè la noblesa entra en guerra contra Carles V. Alguns principals comtats i ducats preferixen seguir els nous corrents que deriven en diversos cismes com el luterà, el calví o l'anabaptista.
El protestantisme no tingué gaire èxit al ducat de Luxemburg. Aquesta situació s'explica per la situació geogràfica del ducat. Es trobà en eixos moments aïllat de territoris protestants en tindre feus catòlics als seus voltants. A més, les rutes que portaven cap a Luxemburg es trobaven en la pràctica en mans de catòlics. Pere-Ernest de Mansfeld, governador del ducat de 1545 a 1604, era catòlic i inicià amb gran eficàcia un procés de repressió contra qualsevol dissident protestant. De fet, cal entendre que Carles V posa en marxa la Inquisició a les seues possessions del Sacre Imperi germànic. També reforçà tots els mecanismes possibles per controlar millor el seu territori amb vista a reprimir les dissidències protestants. Per tant, el governador luxemburguès havia de ser catòlic i posar en pràctica les polítiques repressores del tron germànic.
En conseqüència hi hagué tres grans persecucions al territori luxemburguès amb les consegüents cerques i requeriments. Aquestes revelen que el ducat no era gaire adepte als corrents protestants malgrat que hi hagué requisicions i expulsions. L'accés de Felip II de Castella i Aragó a les regnes dels Països Baixos reforçà encara més la política persecutòria contra els protestants. Això, conjugat a les vel·leïtats entre francesos i germans, feu que el territori luxemburguès se sollevés contra Felip II que endemés havia de fer front a la guerra contra Flandes i les terres neerlandòfones. La fortalesa luxemburguesa esdevé llavors un punt de guerra internacional on es congregaren tots els bel·ligerants. Això fa que França intenti annexionar-se novament el ducat luxemburguès sense èxit. Si bé França no aconseguí fer-se amb Luxemburg i malgrat la repressió filipesa, el resultat final donà la independència a la part alta dels Països Baixos. D'ençà, dues entitats noves naixeren:
- Els Països Baixos del Sud, a mans dels Habsburg hispànics
- Els Països Baixos del Nord, a mans dels holandesos que s'independitzen

Luxemburg quedà dins dels Països Baixos del Sud, mantenint, per contra, la seua relativa independència de facto gràcies als Estats Generals Luxemburguesos. El tractat dels Pirineus, per la seua banda, amputà una part del territori luxemburguès que es quedà a mans de França. Paral·lelament s'ha d'anotar igualment que la Contrareforma portà les missions jesuïtes al ducat luxemburguès. Els jesuïtes hi fundaren un col·legi i emprengueren polítiques favorables a l'Església catòlica. Amb tot, s'ha de dir que Luxemburg patí les conseqüències de la Guerra dels Trenta anys. Per aquest motiu durant la guerra el ducat es posà sota el protectorat del rei francès. Tot i això, res impedí que França utilitzés, en coalició internacional, el territori luxemburguès com a passatge per fer-li la guerra al poder hispànic. En aquest episodi hi hagué massacres i pillatges per part de França a la població luxemburguesa.

#### Els Països Baixos Austríacs

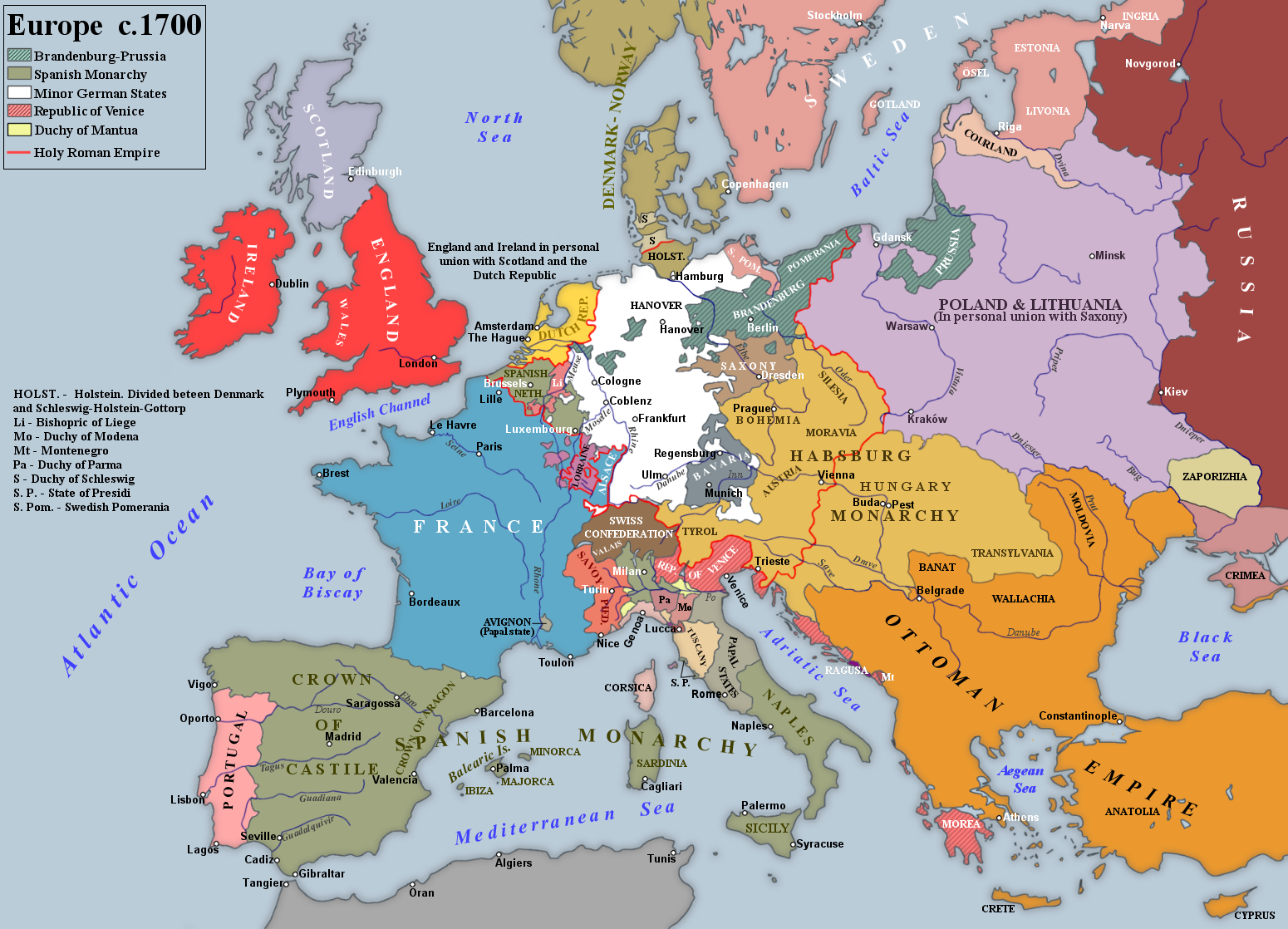
Europa després del tractat de Ryswick

El traspàs de la corona germànica a mans de la casa d'Àustria no significà un canvi major per a Luxemburg. El ducat quedà en mans hispàniques. Tanmateix, Lluís XIV intentà entre el 1684 i el 1698 annexionar-se el gran ducat. Les ambicions del Rei Sol continuaren traslladant els episodis germanofrancs a més de perllongar l'estat perpetu de guerra en territori luxemburguès. Així, durant el període esmentat, Luxemburg quedà annexionat a França i el Rei Sol mirà de reorganitzar tot el territori per a fer efectiva l'annexió. Feu destruir castres i fortificacions. Mirà de reorganitzar l'administració luxemburguesa amb vista a incorporar-la a França. Hi hagué igualment polítiques hostils a la noblesa local que el rei francès mirà d'anar substituint per nobles francesos. És ben probable que també portés una política hostil cap a la llengua luxemburguesa i alemanya.
L'annexió francesa pren un punt final amb la Guerra dels Nou anys. Fou una guerra lliurada a Europa i Amèrica del 1688 al 1697 entre el Regne de França i la Lliga d'Augsburg —que des del 1689, amb l'entrada del Regne d'Anglaterra va ser coneguda com la "Gran Aliança".[4] La guerra es produí com a resistència a l'expansionisme francès al llarg del Rin, així com, per part d'Anglaterra, per salvaguardar els resultats de la Revolució Gloriosa d'una possible restauració de Jaume II d'Anglaterra i VII d'Escòcia auspiciada pels francesos. Luxemburg fou usat en aquesta guerra com a barrera estratègica de contenció vers l'est amb l'objectiu d'anar avançant en territori germànic. El rei francès no se sentia efectivament satisfet amb les annexions que havia aconseguit amb la guerra d'Holanda. Es posà, doncs, a annexionar-se territori aliè com és el cas del ducat luxemburguès. Això no agradà gens ni mica a Anglaterra, que teixí ràpidament una gran coalició angloneerlandesa en contra seua. L'objectiu ultra la guerra territorial a Europa era igualment aprofitar l'ocasió per a desdibuixar les colònies franceses que feien clarament competència a les angleses.
El tractat de Rijswijk posa fi al conflicte i retorna el ducat de Luxemburg a Espanya. Les terres annexionades amb el tractat dels Pirineus quedaren sota França, però el conjunt luxemburguès tornà a les mans inicials. Entre el 1698 i el 1795 el ducat de Luxemburg és de nou propietat dels Habsburg. Ara bé, la guerra continua i aquesta volta per culpa de la crisi successòria hispànica.
L'1 de novembre de 1700, Carles II de Castella i Aragó-Catalunya, últim descendent de Carles V, no té hereus i mor. L'herència es disputa llavors en una guerra d'àmbit internacional que implicà quasi tots els regnes d'Europa en haver-hi interessos territorials. Dos pretendents al tron es disputen la legitimitat de succeir a Carles II de Castella i Aragó. Felip d'Anjou, net de Lluís XIV, d'una banda, i l'arxiduc Carles d'Àustria d'altra banda. Com a fill de la princesa castellana Anna, Lluís XIV era cosí germà de Carles II, per la qual cosa aspirava que la corona espanyola passés al seu fill Lluís. Ara bé, com que Lluís també era l'hereu del tron francès, això obria la possibilitat d'una unió dinàstica hispanofrancesa que hauria fet trontollar l'equilibri de les potències europees. Si la unió es feia, doncs, efectiva, la potència hispànica esdevenia descomunal en afegir al seu territori les possessions franceses. Anglaterra tenia en eixa època una llarga disputa per la possessió de les colònies d'Amèrica del Nord. Per tant, era del seu interès que la unió no es produís. A més, els Àustria no volien cap unió perquè allò els treia el poder sobre el Sacre Imperi romà, que passaria de llavors ençà a construir-se sota les prerrogatives de l'absolutisme francès.
La guerra és inevitable quan a la mort de Carles II el testament hi especifica que finalment cedix el seu tron a Felip d'Anjou. Els Àustria i Anglaterra decidixen, doncs, fer la guerra a França per coronar a l'arxiduc Carles d'Àustria. En aquesta guerra, els anglesos demanen als antics enemics de Castella, annexionats a la seua corona però independitzats amb la Guerra dels Trenta anys, com ara Portugal i els Països Baixos del Nord, de fer-hi la guerra conjuntament. Els territoris de parla catalana aprofiten igualment l'ocasió i mitjançant un acord amb el Regne anglès, entren en guerra contra França i Castella per tal d'aconseguir-ne la secessió. França, per la seua banda, mira de fer aliances més enllà i troba suport militar en la futura Prússia i en el Principat de Lieja. A més, prometé al duc de Baviera la possessió de Luxemburg si guanyava la guerra.
França ocupà ràpidament sòl luxemburguès i hi organitzà hostilitats. Tenim així, doncs, una nova annexió del ducat. Annexió que fou altra volta sinònim de saqueigs, destrucció i, a més, aquesta vegada, de nous i costosos imposts. La població continuà vivint en la misèria, que inclús s'agreujà. L'exili comença a ser des de llavors una opció considerada per una part de la població. Alguns marxen a Anglaterra o als Països Baixos del Nord mentre que d'altres preferixen l'Amèrica Llatina.
La Guerra de Successió espanyola acaba amb un final força inesperat. El monarca francès renuncia a la unió dinàstica a canvi que cessen les hostilitats. El regne hispànic queda llavors a mans d'un príncep francès però en els papers França i Espanya són regnes diferents. A més, la guerra és perduda per Catalunya i la resta de territoris d'Aragó i per aquest motiu comença un procés d'aniquilació de les terres catalanes amb l'objectiu de crear una Espanya única i a l'estil del centralisme francès. El tractat d'Utrecht el 1713 cedix els Països Baixos espanyols als Habsburg d'Àustria. Luxemburg retornà, doncs, a mans austríaques sota l'ègida de Carles VI d'Habsburg. El poder dels Habsburg confirma el 1715 la seua possessió de Luxemburg.

### La Revolució francesa

#### La Il·lustració

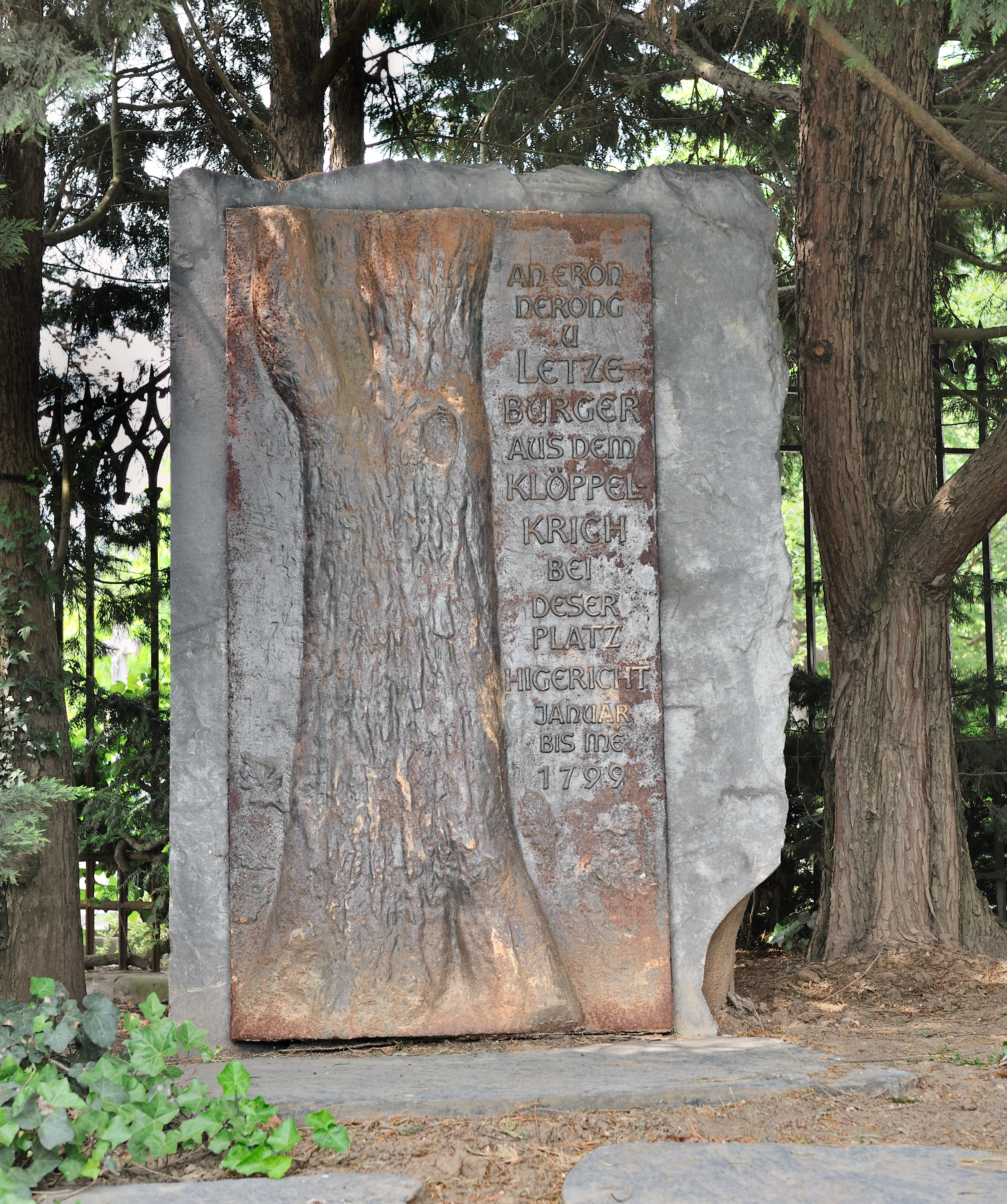
Monument en record de la Guerra dels Camperols a la localitat luxemburguesa de Limpertsbierg

La cara de la Il·lustració als Països Baixos austríacs té com a nom Josep II del Sacre Imperi romà i el despotisme il·lustrat. El despotisme il·lustrat és un concepte polític sorgit durant la segona meitat del segle xviii a Europa, característic de les monarquies absolutistes i sistemes de govern de l'Antic règim, influenciat per les idees de la Il·lustració, segons les quals les decisions humanes són guiades per la raó. Josep II és considerat l'exemple més il·lustratiu d'allò que s'entén per despotisme il·lustrat.[17]
L'etapa més d'acord amb la Il·lustració es fa efectiva després que el mateix monarca decidís anar-se'n a visitar els Països Baixos austríacs, el ducat de Luxemburg i la resta de territoris sota la seua tutela, d'amagat, és a dir, vestit de simple civil i amb un nom fals. En la seua visita pogué apropar-se al poble i anotar els reclams de la població. De retorn a la casa imperial, emprèn una sèrie de reformes que són en conjunt molt progressistes per a un territori completament immers dins de l'Antic règim:[18]
- Deslliga l'Església del finançament estranger i secularitza l'estat
- Publica un edicte dit de tolerància amb el qual es dona llibertat de culte
- El casament és considerat per primera volta com una aliança civil i no religiosa
- S'admet el divorci civil
- Supressió de la companyia dels jesuïtes
- Supressió i centralització de totes les lògies maçòniques en una única i exclusiva lògia
- Els sermons eclesiàstics són censurats
- Desmantellament dels béns del clergat secular i regular
- Redacció d'un codi criminal i d'un altre de civil

Aquestes i altres decisions del monarca il·lustrat no agradaren de forma general als feus dels Països Baixos austríacs i per això hi començà a haver sollevaments contra l'autoritat reial. Els sollevaments no foren obligatòriament reprimits. Eren en essència les classes ben acomodades les qui no donaven el vistiplau a les mesures del monarca. Per això, molts decrets foren substituïts o suspesos per tal d'apaivagar les revoltes de la classe nobiliària i eclesiàstica.
A Luxemburg no hi hagué una clara confrontació. La noblesa decidí no unir-se als revoltats i quedar-se al marge. Les reformes foren en general molt bones per a Luxemburg, ja que l'obriren a la resta del món, sobretot les que feien referència a la introducció del liberalisme econòmic, per bé que això provocà descontentament entre els gremis que tenien un monopoli ben preuat gràcies al sistema de l'Antic règim.
L'alliberament econòmic fou primordial perquè nasqués una burgesia xiqueta luxemburguesa. La classe nobiliària de Luxemburg no era precisament nombrosa. Bona part en procedia de l'exterior i es componia essencialment de gent jove. L'existència d'aquest repartiment fou decisiu per als esdeveniments de la Revolució francesa. En no haver-hi una alta noblesa, l'existent tingué encara marge de maniobra dintre dels esdeveniments revolucionaris. Alhora, en haver-hi una burgesia xiqueta en creixement, la classe nobiliària no pogué fer tot allò que volia per la influència que exercí aquesta "minoria".
De forma global tenim, doncs, una societat molt arcaica. El fet que la noblesa luxemburguesa no pogués accedir a l'ennobliment per carta i que tampoc tingués un accés fàcil a les classes militars valones o austríaques, l'allunyaren de les idees de l'època, i per aquest motiu no hi hagué sollevaments contra el despotisme il·lustrat de Josep II. Alhora ens trobem amb una població molt descompensada. El tercer estat és força nombrós i dintre del clergat, el secular no era precisament idèntic a eixe que trobaríem a la resta d'Europa. No està format i neda en un ambient de molta superstició. La classe nobiliària és encara més arcaica quant al model il·lustrat que la resta de classes nobiliàries europees, que ja han sentit a parlar de la Il·lustració.

Les ciutats luxemburgueses són, en canvi, un lloc predilecte per a les idees il·lustrades. Són poquets els indrets on hi havia una clara urbanització. Aquesta es limitava a la capital luxemburguesa i poqueta cosa més. Tanmateix, és a la capital on es pot veure florir una certa indústria i mercès a això una classe burgesa nova que és en essència la qui s'obrí molt més a les idees il·lustrades. La societat luxemburguesa del tercer estat és, però, essencialment agrícola. Només el 4% de la població aconseguix fer-se lloc a la capital. Finalment, tot i que la servitud continuà practicant-se, el despotisme il·lustrat la prohibí oficialment. Això indica que majoritàriament hi devia haver encara un tarannà d'Antic règim. És lògic pensar que quan apareix la indústria siderúrgica a Luxemburg, la pràctica de la servitud pot ajudar fins i tot a tenir mà d'obra. El territori del ducat patí prematurament alguns efectes de la industrialització en haver-s'hi incorporat una protoindústria siderúrgica.
Quant a l'ambient cultural luxemburguès de l'època, el qual hauria de ser, en principi, si se seguís el model europeu, més obert a la Il·lustració, era més aviat menor. No existixen grans intel·lectuals. Només hi ha constància que Joan Bertels redactà un compendi d'història de Luxemburg igual que Eustache, noble de la casa dels Wiltheim, o Jean-Guillaume, membre de la congregació dels jesuïtes. Jean-Guillaume, de fet, s'apassionà per les antiguitats clàssiques i això el portà a fer-se arqueòleg. Pareix que la història de Luxemburg despertà gran interès en l'ambient cultural luxemburguès. P. Jean Bertholet fou un altre dels membres jesuïtes, per exemple, que escrigué un volum més sobre història del ducat. Alhora hi hagué introducció de la impremta a Luxemburg mercès a la figura d'André Chevalier, el qual estigué en l'origen de l'aparició del primer periòdic luxemburguès. El periòdic combatia, però, les idees il·lustrades, imatge, doncs, d'una societat poc oberta i ancorada en l'Antic règim.

#### La invasió francesa del ducat

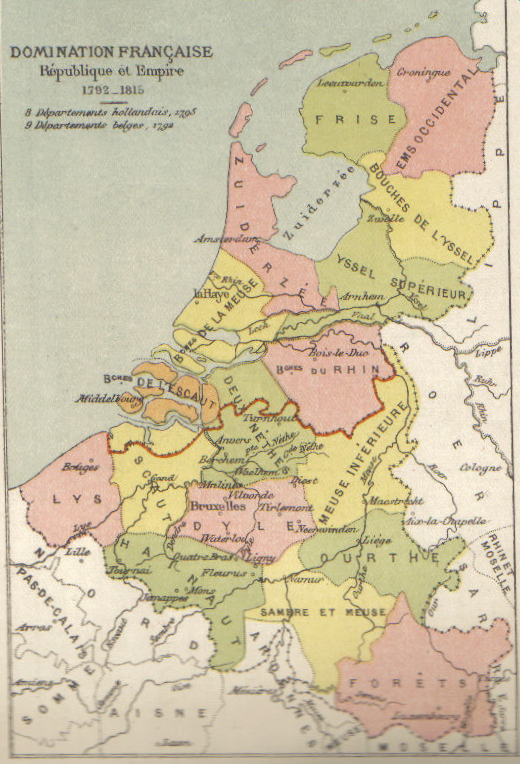
Mapa dels departaments del nord-oest annexionats per les guerres napoleòniques. Luxemburg hi apareix com una localitat del departament de Forêts

L'esclat de la Revolució francesa no tingué incidència inicialment entre les classes benestants de Luxemburg. Ningú patí pels esdeveniments que es produïen a París. Les classes privilegiades de Luxemburg mai pensaren que allò es contagiaria. Tot el món s'havia convençut que l'Antic règim era fort a Luxemburg i que els esdeveniments de París eren passatgers. Però, contràriament a això, els esdeveniments sí que hi tingueren incidència. En primer lloc, hi hagué una onada migratòria de nobles francesos cap a terres dels Països Baixos austríacs. Aquests foren excel·lents informadors d'allò que succeïa a París. Per això, monarquies com Prússia o Bohèmia decidiren declarar la guerra a la Revolució francesa. I, per tant, les fronteres de Luxemburg veieren com lentament la guerra s'apropava a casa seua.
És així com les tropes prussianes penetren en territori luxemburguès. Alhora el règim revolucionari penetra en territori austríac i amb això Luxemburg queda sota les ordres de la revolució o si més no sota la seua influència. Els francesos són expulsats del territori austríac no per gaire estona. L'execució del rei francès marca un punt d'inflexió. El copríncep andorrà i alhora rei de França és guillotinat el gener de 1793. Les monarquies europees decidixen a partir de llavors de no deixar l'afer en un assumpte intern; s'aliaren per fer callar militarment la revolta. Un contingent militar partix llavors des del Mosel·la en direcció a França per reprimir els revolucionaris.
La contrapartida en fou igual de poderosa. Les tropes revolucionàries començaren a fer caure els règims monàrquics els uns rere els altres. Luxemburg caigué fàcilment sota la pota de les tropes revolucionàries i amb això el ducat quedà annexionat a França a partir de 1793. Els nobles i el clergat luxemburguès hagueren de fugir. Tot esperant la caiguda de la fortalesa luxemburguesa, els revolucionaris instal·len ja una nova administració, més en consonància amb els ideals il·lustrats. El general revolucionari Jean-Baptiste Jourdan aconseguix fer caure la fortalesa que s'havia erigit per tot Europa en els imaginaris col·lectius com el "Gibraltar del Nord".
L'1 d'octubre de 1975 la Convenció Nacional Francesa s'annexiona mitjançant un decret els antics Països Baixos austríacs i el Principat de Lieja. El ducat de Luxemburg desapareix. El 24 d'octubre Luxemburg esdevé una regió del Departament dels boscs, un departament que vingué per a quedar-se o com a mínim fins que duraren les guerres napoleòniques. El Directori continuà així, doncs, manant sobre Luxemburg i amb una política declaradament d'assimilació. Les antigues institucions pròpies del ducat de Luxemburg quedaren abolides. S'abolí el règim feudal. S'hi introduí el codi civil napoleònic. Es desmembra el territori dividint-lo en arrondissements. Es posa tot el conjunt sota l'ordre d'un administrador. Al mateix temps s'hi implanta un nou sistema judicial més d'acord amb les idees de la revolució. L'Església veié com se li confiscaven els béns, com se suprimia els convents i s'implantava un règim laïcitzat.
Les guerres napoleòniques no imaginaven que la imposició de tot aquest sistema de forma directa i fent taula rasa podia ferir unes poblacions que encara vivien en la mentalitat de l'Antic règim i que mai a la vida tingueren accés a les idees il·lustrades tal com la classe dirigent francesa hi tingué. A més, el nacionalisme francès fou particularment xenòfob en mirar d'erradicar la cultura dels altres. El fet que l'exèrcit napoleònic massacrés la població innocent i passés sota les flames poblacions senceres acabà de cloure els ingredients necessaris per a una contrarevolta. La població luxemburguesa acceptà inicialment amb resignació les imposicions del Directori, però en el moment en què s'exigí al clergat luxemburguès de retre fidelitat a la República les coses començaren a torçar-se. Apareixé llavors un grup de contrarevolucionaris luxemburguesos que tingueren des de la clandestinitat la missió explícita de fer fora l'estranger.
Els contrarevolucionaris acabaren fins i tot guanyant el suport de la població de l'antic ducat. El sollevament popular luxemburguès contra l'ocupant es coneix amb el nom de Klëppelkrich o Guerra dels camperols. Flandes, Lieja i Luxemburg veieren com la massa de població que hi vivia decidí prendre els estris del camp per fer fora les imposicions gens enteses del Directori. Malgrat tots els esforços, la realitat fou que la revolta s'aconseguí reprimir molt fàcilment. Sense quasi armes i poc preparats, els revoltats no podien anar lluny davant l'exèrcit francès, que es trobava en condicions per a esclafar qualsevol dissidència.
La signatura del Concordat entre Napoleó i l'Església catòlica insuflà aire a Luxemburg no per gaire temps. La població luxemburguesa patí per la política expansionista napoleònica. El país hagué d'avituallar els francesos, nodrir l'exèrcit napoleònic, pagar les despeses militars i fins i tot portar ciutadans luxemburguesos a fer la guerra contra Europa. S'estima que la meitat de la població luxemburguesa d'eixos temps desaparegué en la guerra contra Europa. Amb tot, es pot dir que la Revolució francesa fou catastròfica des del punt de vista físic. Ara bé, canvià considerablement les mentalitats i, sobretot, les estructures administratives. Malgrat l'annexió, quan caigué Napoleó a Europa i es tornà a l'Antic règim, al ducat de Luxemburg hi ha de fet una mentalitat nova amb estructures que res tenen a veure amb l'Antic règim.

#### La partició de Luxemburg

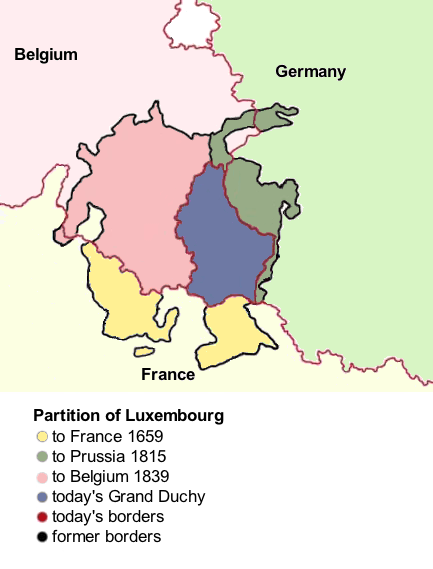
Esquema gràfic de la partició del ducat de Luxemburg al llarg dels anys a les fronteres actuals

El final de les guerres napoleòniques és sinònim de retorn a l'Antic règim a tot Europa. Els vencedors de la guerra, que són monarquies absolutistes, organitzen a Viena, Àustria, un congrés que a més de celebrar la victòria, amb vins i balls, ha de redibuixar les fronteres europees segons els interessos dels guanyadors. A més, ha de permetre esclafar definitivament el llegat de la Revolució francesa i posar tots els mecanismes necessaris per evitar que torne a reprendre's.
En aquest context el ducat de Luxemburg patix l'amputació de la major part del seu territori de forma que actualment la part valona ha esdevingut una província dintre de l'Estat belga, tot i mantenir la denominació de Luxemburg. La França de l'Antic Règim, Prússia i Àustria procedixen a partir-se el territori luxemburguès fins a derivar en les fronteres actuals.
Els Habsburg es desentenen del ducat luxemburguès perquè preferixen fer-se amb altres regions més properes. Això deixa Luxemburg i els antics Països Baixos austríacs en mans de la resta de bel·ligerants. Aquests resolen, doncs, crear un únic estat monàrquic que reunisca els antics Països Baixos del Nord i del Sud amb el Principat de Lieja. Tenim així la construcció de l'anomenat Regne Unit dels Països Baixos.
Luxemburg quedà exclòs d'aquest nou estat, però, en canvi, a més de ser amputat, és cedit a Guillem I d'Oragne-Nassau (1815-1840), que era d'origen neerlandès i havia exercit amb anterioritat l'stathouder d'Hollanda. Gran feudatari, aconseguix que Luxemburg passe al rang de gran ducat, el qual és integrat en la Confederació Germànica. La Confederació Germànica és l'intent de reconstruir el Sacre Imperi romà amb una altra organització de les fronteres.
Anglaterra per la seua banda volgué fer del Regne Unit dels Països Baixos una barrera eficaç contra França i per això el territori de Luxemburg veié com es dotà la seua ancestral fortalesa de més mitjans per fer front a una eventual represa de la Revolució francesa. Alhora en virtut dels tractes signats si en algun moment França decidís annexionar-se novament el territori del gran ducat la confederació havia de defensar-lo juntament amb la resta de monarquies europees.
Amb tot, Luxemburg recupera la seua independència de facto. El fet que no tinga successió a mans de cap agent exterior fa que els historiadors parlen d'una independència formal perquè efectivament fou el mateix congrés de Viena qui procurà aquesta situació.

## Edat contemporània

### En mans de Bèlgica i els Països Baixos

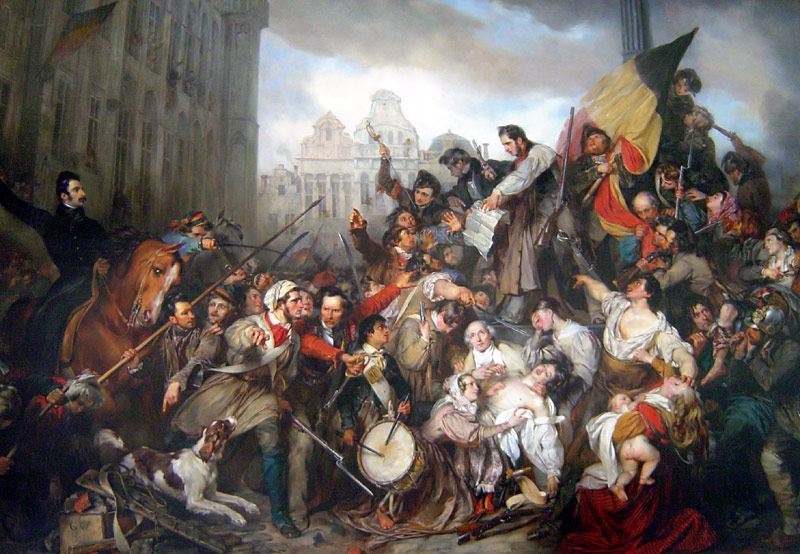
Episodi de les jornades de setembre 1830, en què es reconeix Louis de Potter abraçant la bandera belga', de Gustave Wappers (1834), Museu Reial de les Belles Arts de Bèlgica

El Congrés de Viena a més de repartir-se Luxemburg hi deixà al seu capdavant a Guillem I d'Orange-Nassau. El nou gran-duc a més era rei dels Països Baixos i de Bèlgica. Malgrat que de facto es puga dir que Luxemburg és independent, la realitat fou sobretot un control per part neerlandesa del territori luxemburguès. La noblesa luxemburguesa s'alià ràpidament a la casa d'Orange i això es traduí en una intervenció directa sobre el territori.
Guillem I d'Orange potencià força canvis econòmics al país, però tot i així la seua política es revelà ineficaç per un pla poc adaptat a la realitat luxemburguesa. La crisi econòmica derivada de les guerres napoleòniques no fou esborrada. Aquesta situació es repetí en la Bèlgica actual. Per tot això, flamencs i valons es revolten contra Guillem d'Orange. L'Església catòlica hi veu tot l'interès. No voldria pas que el territori actual belga es transformés en un bastió més del protestantisme. Alhora el Regne Unit no volia que hi haguera unió entre Flandes i la resta de Països Baixos perquè això li restava a nivell comercial. França seguia en eixe mateix moment volent recrear les seues suposades fronteres naturals. Luxemburg i Bèlgica eren per a França territori natural i convenia una revolta a Bèlgica per a annexionar-se'n el territori.
Tot plegat confluïx i des de les jerarquies dels països veïns s'alimenta una revolta a Bèlgica que pren caràcter de secessió. Bèlgica s'independitza l'any 1830 de la pota dels Països Baixos i com a conseqüència Luxemburg participà en aquesta guerra d'independència. El nou estat autoproclamat independent decidix annexionar-se Luxemburg davant la poca o mínima actitud de fortalesa i convenciment del governador luxemburguès. Per completar l'annexió se substituïx el governador luxemburguès per un altre personatge molt més proper al jacobisme belga. Guillem d'Oragne mirà de refer la situació promulgant una autonomia augmentada de Luxemburg sense que això derivés en un gran èxit.
 

La situació es tornà greu a partir del moment en què neix una divisió a dins del ducat. Els uns són partidaris del règim belga, els altres en preferixen el neerlandès. Dos partits defensen aquestes postures i aquesta realitat durà fins a la meitat del segle xix. Bèlgica, estat tampó creat per França i el Regne Unit, assumix durant la seua primera etapa com a estat independent les regnes del futur de Luxemburg.
El destí final de Luxemburg mai fou del tot clar per a França, Rússia, Àustria, el Regne Unit i Prússia. En la conferència de Londres la situació luxemburguesa quedà sense resposta. El país hagués pogut formar part de França, Prússia, Bèlgica, o esdevenir un estat independent. La manca de claredat fa que quedés en la pràctica dins de Bèlgica. És més, el passatge sota sobirania belga no significà la ruptura amb la Confederació Germànica. 
La reacció de Guillem dels Països Baixos feu desplegar Bèlgica, que demanà ajuda a França, que veia en Bèlgica una manera de fer-se amb aquest territori. Per a França era primordial tenir-hi un rei francès al tron per poder posteriorment rebre Bèlgica en herència pels llaços matrimonials monàrquics habituals. Guillem dels Països Baixos no estava disposat a veure tot això passar i la qüestió s'acabà resolent en una nova conferència a Londres en què es decidix partir Luxemburg. Una part del territori queda dins de Bèlgica mentre que la resta es manté sobirà: és la independència temporària de Luxemburg. Temporària perquè Guillem no acceptà l'acord. Volia fer-se amb Luxemburg, de forma que ocupà la part literal de Bèlgica i Bèlgica ocupà Luxemburg.
La guerra entre Bèlgica i els Països Baixos provocà enfrontaments vius a Luxemburg fins al punt que el seu governador fou capturat per orangistes. Paradoxalment la situació virà en favor de Bèlgica. El Regne dels Països Baixos acceptà les disposicions del tractat dels XXIV articles. Luxemburg perdia una part del territori, que quedava a mans de Bèlgica i Prússia. A més a més, s'acceptava la independència de Bèlgica per part neerlandesa. L'aparell d'estat belga rebé la notícia amb molta emoció.
Des de Bèlgica es procedí al pas següent, que fou la proposta de connexió econòmica entre Luxemburg i Bèlgica. Això no agradà gens ni mica a Guillem d'Orange, que aconseguí posar sobre el gran ducat a Frederic Hassenpflug, germanòfon, és a dir, proper a Prússia. És així com es procedix a germanitzar el Luxemburg, amb l'objectiu d'allunyar completament el Regne de Bèlgica de Luxemburg. Més i tot, Frederic mirà d'integrar Luxemburg al Zollverein prussià, la unió duanera de tots els territoris de parla germànica. Es tracta d'una estratègia política portada a terme des de Prússia, on es volia construir un estat únic de parla alemanya en virtut de la concepció nacionalista d'irredemptisme. La seua incorporació al Zollverein no és innocent.

### Una independència tutelada
El 7 d'octubre del 1840 Guillem I abdica i l'herència emprèn fer de Luxemburg un estat vertaderament independent. El gran ducat es dota per primera volta en la seua història d'una Constitució, amb la qual esdevé un règim de monarquia constitucional. Manté trets absolutistes com la manca de llibertat d'expressió, però amb la Constitució esdevé ja un estat a part, tot i que tutelat, perquè el gran ducat està ocupat per la casa d'Orange. El francès i l'alemany són oficialitzats com a idiomes de l'estat, mentre es margina el luxemburguès, que per la visió pannacional francesa i germanòfona, no pot ser altra cosa que patuès, terme introduït expressament per França amb la intenció d'exterminar tota varietat lingüística del seu territori.
Lluny del que puga parèixer, el territori luxemburguès tornà a ser objecte d'ambició. Prússia mantingué amb Luxemburg la seua participació en la Confederació Germànica. Bèlgica mirà d'estrènyer altre volta llaços amb Luxemburg en una nova proposta d'unió econòmica que s'acabà desestimant per la pressió d'Àustria, Rússia i el Regne Unit. Els Països Baixos preferiren tenir un estat independent que fos assessorat pels neerlandesos que tenir-hi un territori bel·ligerant.
De rerefons hi tenim projectes nacionalistes discordants. França i Bèlgica preferien tenir Luxemburg sota la seua tutela, però els moviments diplomàtics entre els Països Baixos i Prússia feren que Luxemburg s'incorporés al Zollverein. I és que els Països Baixos no acceptaren amb raó la disgregació entre Flandes i la resta de Països Baixos per crear un estat tampó anomenat Bèlgica de caràcter francès i jacobí. Al mateix temps resulta que Prússia es troba en plena projecció de la seua unió desitjada sota el nom d'Alemanya. Una unió que França encoratjà fins que Alemanya volgué fer-se amb Alsàcia i Lorena, dues regions annexionades per Lluís XIV i que eren en eixa època germanòfones. L'aliança entre Prússia i els Països Baixos no és innocent. Prússia mantingué amistat amb França fins al darrer moment, de forma que les maniobres entre ells i els Països Baixos permetien tenir control fàctic sobre Luxemburg, que Prússia considerava sòl alemany.

### La Primavera dels Pobles
La unió duanera entre Alemanya i Luxemburg permeté al país d'entrar finalment en la Revolució industrial i deixar de banda l'antiga economia d'Antic règim. En eixa època l'estat alemany en plena unificació és una potència industrial. El país s'equipa i es transforma espectacularment. Una potència envejada per França i el Regne Unit.
Les transformacions demogràfiques i econòmiques produïdes poden concretar-se en quatre àmbits:
1. La revolució demogràfica.
2. La revolució agrícola.
3. La revolució en la indústria, amb innovacions tècniques, en els sistemes organitzatius i en les fonts d'energia.
4. La revolució en el transport i en el comerç.

Les bones notícies econòmiques s'estroncaren amb l'anomenada Primavera dels pobles o de les nacions. A França la revolta reprèn i vol que s'instal·le una república. L'antiga aliança que es procuraren els estats absolutistes al congrés de Viena havia fracassat estrepitosament. La revolta al veí francès provocà una aturada en sec de l'economia luxemburguesa i per això calgueren reformes, que eren fruit d'unes exigències europees que anaven clarament vers la democratització dels aparells d'estat.
Es poden resumir en aquests punts:
- Reclam del sufragi universal
- Reclam de sobirania popular
- Reclam d'igualtat social
- Abolició del règim feudal

Per això Luxemburg es torna a dotar d'una nova Constitució en què s'hi dona finalment llibertat a la premsa i s'estructura un nou estat sobre la base del belga que és a ulls del veïnatge l'un dels més liberals. Seguix sent un règim de monarquia constitucional i també manté el sufragi censatari. No obstant això, tenim una clara contestació o si més no una desviació als projectes pannacionals alemanys. A la successió del rei neerlandès, aquest pareix encara menys concessiu que el seu pare i fa saber aviat que troba la nova Constitució luxemburguesa massa democràtica. A més, l'aliança amb l'antiga Prússia ja no té el mateix interès a partir del moment en què Alemanya decidix que als territoris del Zollverein s'hi ha d'aplicar la seua legislació.

Sota el consell de Bismark, que tampoc és massa partidari de la democràcia, el Regne dels Països Baixos aconseguix portar el país a una renovació de la Constitució. Se substituïxen els parlamentaris contraris a les ambicions neerlandeses i se'ls canvia per uns altres molt menys contestataris. La nova Constitució, que no es contrasigna, incorpora disposicions que apropen Luxemburg a la Confederació Germànica, és a dir, a l'ambició pannacional prussiana. La premsa torna a ser objecte de persecussió i la independència luxemburguesa torna a ser més retòrica que real. El país veu com a porta tancada es decidix sobre ell i sense la població, tot plegat per la presència d'un gran duc orangista.
Nota: bona part de les institucions polítiques i econòmiques del gran ducat actual provenen d'aquesta reforma constitucional.

### La crisi autroprussiana

El joc d'aliances:
Prússia
Aliats de Prússia
Àustria
Aliats d'Àustria
Estats neutres
Schleswig i Holstein

L'ambició de Prússia de construir un estat unificat de parla alemanya s'estampà a la segona meitat del segle xix davant la monarquia poc sostenible d'Àustria-Hongria. L'aparell d'estat austríac hagué de decidir si feia efectiva aquesta unió o preferia preservar-se com a estat a part. Aquesta situació generà una crisi entre la diplomàcia prussiana i austríaca. La primera mirà a tothora de pressionar la segona perquè la unió es fes efectiva.
La crisi provocà la ruptura de la Confederació Germànica. Luxemburg mirà aquesta disputa amb força preocupació. Conscient d'allò que s'hi jugava, preferí mostrar la carta de la neutralitat. França, que albirà* els passos següents d'Alemanya i que voldria altra volta fer-se amb Luxemburg, s'apropà a la diplomàcia neerlandesa, antiga enemiga, per proposar-hi la venda de Luxemburg a França. Una proposta similar es feu a finals de segle a Andorra. França proposà als andorrans de fer-se francesos a canvi d'industrialitzar-se. Andorra, lloc des d'on els pannacionalismes francès i castellà emulen l'alemany, el francès i el neerlandès.
Els Països Baixos busquen llavors assessorament a l'Alemanya bismarckiana. El kàiser alemany es troba en eixa època en ple trencament de les relacions francoprussianes per tal de poder complir el seu objectiu panalemany. Per tant, a mode de provocació, declara que no desitja veure un territori alemany (en referència a Luxemburg) en mans franceses. Bèlgica, veient els avançaments de França, proposa a la diplomàcia neerlandesa de fer-se amb el territori luxemburguès.
El futur luxemburguès torna a estar en mans de les ambicions dels aparells d'estat europeus. La conferència de Londres de 1867 que mantingueren els aparells d'estat del Regne Unit, França, Rússia, els Països Baixos i Prússia tornà a segellar el futur del gran ducat en forma d'estat independent sota tutela estrangera. És a dir, s'hi acordà que Luxemburg hauria de desmilitalitzar-se i que Itàlia, França, Anglaterra, Rússia, els Països Baixos i Prússia serien els garants de la seua "neutralitat perpètua". Podem, doncs, dir a hores d'ara que Luxemburg és un altre estat tampó com Bèlgica que s'erigí entre Prússia i França.

### La Guerra francoprussiana
És finalment a la dècada de 1870 que Alemanya mira de fer d'Alsàcia i Lorena territori alemany mitjançant una guerra contra França. La guerra permeté posar a prova els acords sobre els quals havien arribat França i Prússia a la conferència de Londres de 1867. No escapa a l'ull de ningú que França com Alemanya ambicionen tenir el territori luxemburguès. Tampoc que Luxemburg es troba en mans neerlandeses en haver-hi un gran duc neerlandès i que alhora manté llaços amb el Zollverein, malgrat que d'ençà la conferència de Londres que se'n deslligà pels tractats.
D'entrada, Alemanya no passà pel territori luxemburguès, cosa que vol dir que respectà el tracte. Luxemburg mantingué una neutralitat estricta que anà fins al punt de donar auxili en territori luxemburguès als refugiats des les dues bandes sense distincions. Al final de la guerra no hi hagué tampoc annexió d'Alemanya. El país germànic aconseguí, en canvi, posar la pota sobre Alsàcia i Lorena. La desfeta francesa és la que porta a la Primera i a la Segona Guerra mundials.
França no tolerà que Alemanya trepitgés allò que considerà com a "frontera natural". Al mateix temps Alemanya no acceptà les teories del nacionalisme dit obert segons el qual és membre d'una nació eixe que vol ser-ho. Tenim en realitat dos nacionalismes imperials i romàntics que pensen tenir autoritat sobre un territori que és objectivament germanòfon. França obligava els alsacians a parlar francès. Alemanya els obligà a parlar alemany. Tots elements que confirmen l'existència de nacionalismes més aviat romàntics.

Amb tot Luxemburg inicia un període de creixement econòmic mercès a la victòria alemanya sobre França. El país hi veu com el capital alemany hi invertix amb força. Això l'aixeca i proporciona un final de segle pròsper. Luxemburg entra al rang de països líders en siderúrgia. Això feu entrar el primer sindicat al país. Un sindicat que es reivindicava de Lorena-Luxemburg. A la mort del gran duc luxemburguès la monarquia d'Orange ocupà fins a la dècada de 1890 el càrrec de gran ducat. Però la manca de descendència masculina portà el Luxemburg a deslligar-se completament del Regne dels Països Baixos amb la mort de Guillem III d'Orange. La successió del gran ducat i en virtut d'allò disposat al congrés de Viena recaigué en la línia Weilbourg dels Nassau. Per a acontentar certament França i la resta d'estats europeus, el nou gran ducat, de descendència germànica, no donà suport als projectes panalemanys. 
Nota: la conjuntura fa que apareguen els primers sindicats i organitzacions obreres. Influenciades per la socialdemocràcia alemanya, el moviment obrer i socialista luxemburguès començà a demanar el sufragi universal, llibertat d'expressió, polítiques socials, entre d'altres, a un estat monàrquic creat artificialment i que mantenia sota el seu poder un monarca de règim constitucionalista. 

### Primera Guerra mundial

#### Crònica de l'ocupació
La guerra entre Alemanya i França provocà un precedent que feu patir molts països europeus. Alemanya decidí envair Luxemburg per tal d'atacar el territori francès. Luxemburg es declarà neutral i això comportava que les parts bel·ligerants havien de respectar-ne les fronteres i les seues relacions. Efectivament, en temps de guerra qualsevol estat que es declarava neutre havia de ser respectat i no violat pels bel·ligerants. Envaint Luxemburg, l'estat alemany creà un precedent que fou repetit amb la invasió belga. Suïssa patí durant tota la guerra perquè també es declarà neutral. 
La nit del primer d'agost de 1914 les tropes alemanyes entren en territori luxemburguès i hi destruïxen línies de ferro a més d'altres vies de comunicació. És el cas dels telègrafs, les línies dels quals foren tallades per l'exèrcit alemany. L'ocupació fou altament contestada pel mateix gran ducat de Luxemburg, que presentà les seues queixes a Alemanya. Oimés, l'ocupació del primer d'agost fou un assaig per a l'ocupació definitiva que es produí l'endemà; ocupació considerada en el pla Schlieffen. Alemanya argumentà aleshores que l'ocupació s'havia iniciat perquè els alemanys sabien que França ocuparia abans el territori luxemburguès i, per tant, segons la diplomàcia alemanya, allò no era una invasió, sinó una protecció, un ajut.
L'ocupació fou aprofitada per l'ambaixada alemanya al Luxemburg per a apel·lar els residents alemanys del Luxemburg a allistar-se a la guerra. Però, la reacció francesa fou ràpida o si més no, estigué atenta a allò que succeïa a Luxemburg. Testimoniatges d'època afirmen que de seguia que les tropes alemanyes ocuparen sòl luxemburguès, França començà a patrullar el cel luxemburguès amb les seues armades. A més, també feu una crida als residents francesos de Luxemburg perquè s'allistessen igualment a la guerra. A Luxemburg mentrestant la indústria siderúrgica s'atura, els immigrants italians de Luxemburg s'apressen i fugen del país, la penúria comença a visibilitzar-se i el govern luxemburguès es veu en l'obligació de decretar preus fixes, etc.
Durant la guerra la gran duquessa de Luxemburg apel·la la seua població a donar suport a la Creu Roja de Luxemburg. La Creu Roja que havia estat creada a Suïssa fou importantíssima a la guerra per a fer front a les pèrdues humanes.
El resultat fou del tot catastròfic per al Luxemburg perquè els alemanys crearen un departament específic amb el qual posaren l'economia luxemburguesa al servei de les ambicions de les potències centrals. En resposta a les hostilitats de la guerra i per tal de neutralitzar l'enemic, França bombardejà el territori luxemburguès fent ús de l'aviació i per primera volta a la guerra. El govern luxemburguès i la gran duquessa hagueren efectivament de quedar-se al gran ducat i escolliren la via de l'acomodament amb l'ocupant, política severament criticada després de 1918. En aquesta política d'acomodament es rebé el kàiser alemany i la princesa Antònia de Luxemburg es casà amb Rupprecht de Baviera.
A mesura que la guerra avançà, el govern luxemburguès es veié obligat a fer un inventari de les disponibilitats alimentàries del país amb vista a aconseguir un avituallament òptim a base de racionament. Oimés, també decretà el poder total de forma que el govern pogués imposar dictatorialment les seues ordres per tal d'evitar qualsevol inestabilitat (sollevaments) per les polítiques de racionament. Res de tot això ajudà l'economia luxemburguesa i els preus s'enfilaren. Els empleats del sector de la metal·lúrgia entraren en vaga. És així com una delegació luxemburguesa es desplaça a Suïssa per demanar als Aliats que els ajuden en el proveïment.
Nota: durant la guerra el primer ministre luxemburguès que gestionà de forma més o menys eficaç el problema de l'avituallament morí per qüestions de salut. El nou govern dimitix tot just prendre el poder. Tot al llarg del conflicte se succeïxen els primers ministres. El parlament luxemburguès no és font d'estabilitat. Les discrepàncies són importants. La Constitució és altament qüestionada i les visites de les autoritats alemanyes a Luxemburg només empitjoren la poca força que tingué el govern.
Els vols aeris de les forces bel·ligerants portaren el govern luxemburguès a reunir-se secretament per prendre mesures. Paral·lelament neix el primer moviment sindical davant les mesures restrictives del govern luxemburguès. La penúria ateny notablement el país i això provocà sollevaments. Per aquests motius el govern luxemburguès no trobà altra alternativa que pactar amb Alemanya l'intercanvi de béns de necessitat, un pacte que fou secret per a no pertorbar els països que no s'alineaven amb Alemanya.
La situació des del punt de vista humanitari fou gravíssima. Hi havia mutilacions, les tropes de les dues bandes mataven rivals a Luxemburg, els aviadors que caigueren en territori luxemburguès hagueren d'ocultar-se per a no ser presos i executats, tot plegat sense comptar amb les destrosses materials i humanes dels atacs aeris.
Cap al final de la guerra les manifestacions al carrer demanen l'abdicació de la princesa Antònia de Luxemburg i el país es veu immers en l'onada de la grip espanyola, una malaltia que s'estengué per tot Europa i que fou conseqüència directa de la guerra. Els presoners de guerra francesos i belgues del Luxemburg recuperaren la llibertat. Luxemburg fou alliberat per les tropes aliades i molta de la seua població celebrà aquesta entrada. En no renunciar al seu càrrec, Antònia de Luxemburg veié manifestacions al seu país contra la monarquia i a favor d'una república. Això l'obligà a abdicar.

#### El projecte pannacional alemany
El projecte pannacional alemany volia construir un estat alemany unificat en què tots els territoris de parla alemanya havien de formar part d'una mateixa i única nació. Això topà amb França, que posseïa la regió d'Alsàcia i Lorena, regions germanòfones. Contràriament a Dinamarca, la guerra contra França derivà en la Gran Guerra.
En aquest context el gran ducat de Luxemburg s'integrà en la unió duanera alemanya, que fou constituïda com a assaig per a la unificació definitiva del territori panalemany. Així s'evidencia que Luxemburg formava part del territori que Alemanya considerava nacional. Aquesta situació provocà tensions al final de la guerra perquè el primer ministre luxemburguès volgué reprendre les relacions amb França i Bèlgica obligà Luxemburg a retirar-se del Zollverein.
La integració de Luxemburg al Zollverein posa de manifest la manca de neutralitat del territori luxemburguès. Luxemburg es declarà neutral, però com molts altres estats europeus aquesta neutralitat era més retòrica que real. D'altra banda, també denota una certa influència germanòfona sobre Luxemburg. El país parla tres llengües. L'una d'elles és precisament l'alemany. És lògic pensar que la població de parla alemanya, que ha sigut gairebé sempre majoritària en època contemporània, estigués a favor de l'ideal pannacional alemany.

### En mans soviètiques: l'entreguerres

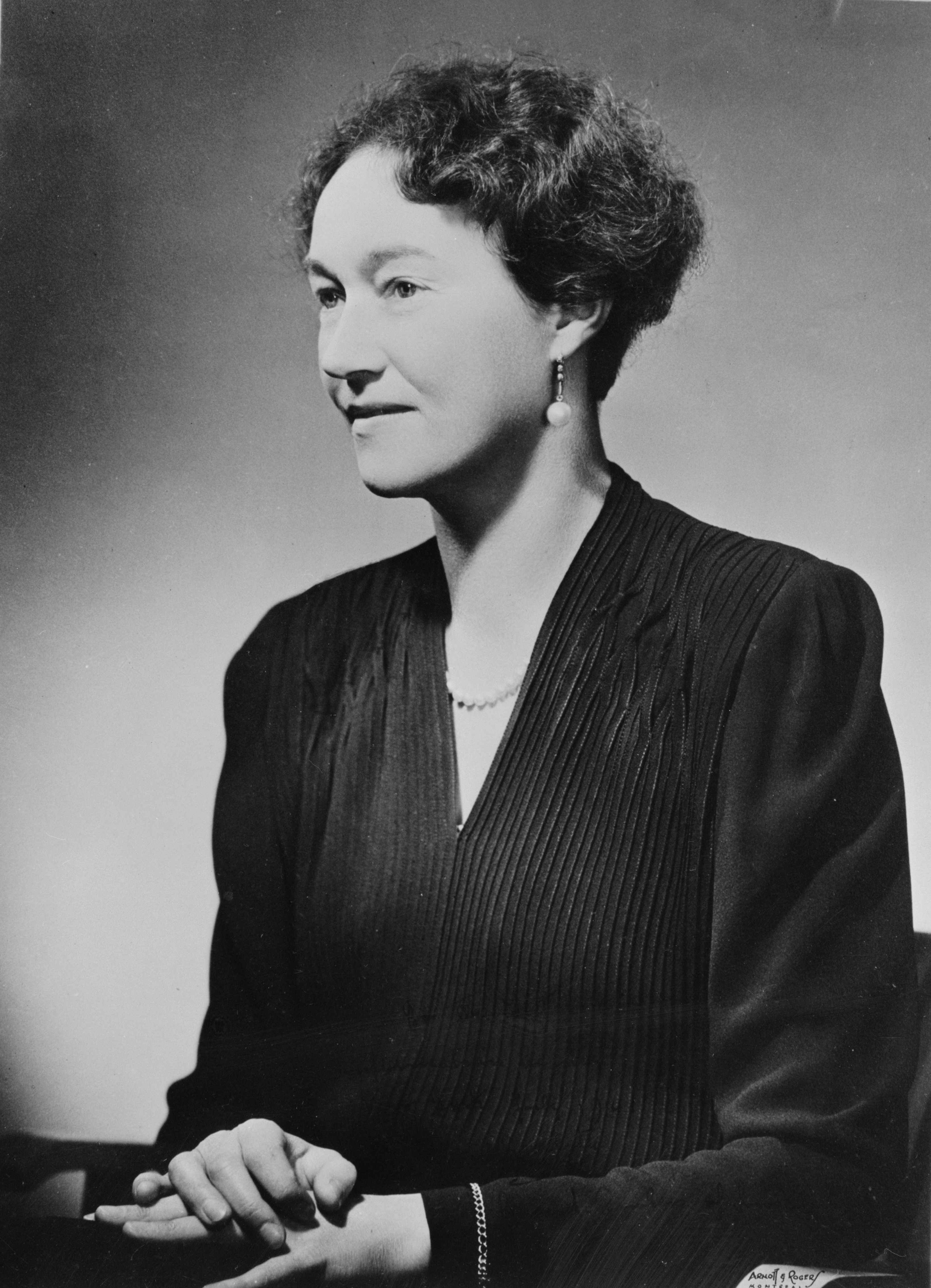
Germanda, la gran duquessa que finalment veié confirmat el seu estatut de monarca del gran ducat de Luxemburg

Després de la Gran Guerra es forma un soviet a Luxemburg i reclama la proclamació d'una República Popular amb l'abdicació de la gran duquesa i l'abolició del règim de monarquia sota forma de gran ducat. Els partits socialdemòcrates donaren suport a la iniciativa d'abolir el règim monàrquic. Una moció presentada al parlament luxemburguès és rebutjada per una majoria simple. El gran ducat es trobà aleshores en la corda fluixa. Les manifestacions republicanes al carrer no mostraren una gran adhesió malgrat que parlamentàriament el règim monàrquic ballà entre el seu final i la seua continuïtat.
Tot i la desfeta parlamentària, es promogué igualment referèndums sobre la monarquia, referèndums que finalment no tingueren mai lloc, però que permeteren qüestionar amb molta duresa la monarquia. La influència panalemanya explica en part aquesta onada contestatària. A més, Rússia durant la guerra esdevé una república comunista i això l'obligà a abandonar la guerra a mig acabar. Els estats liberals europeus així com els monàrquics mai veieren en aquesta República popular soviètica una bona nova. Cap règim volia que es contestés les clares deficiències d'estats que ni tan sols permeten a les dones de poder exercir el dret a vot.
Paral·lelament i en virtut d'allò esdevingut durant la guerra precedent, Luxemburg estreny relacions amb França per desfer-se del Zollverein. Emprèn negociacions per a aconseguir-ne un tracte de lliurecanvi amb França, el qual hauria de substituir l'antic Zollverein, que és al cap i a la fi una estratègia ideològica per absorbir Luxemburg. França acollí amb les mans obertes el representant de Luxemburg però no en tant que estat sobirà. Per a França, Luxemburg havia de ser i en certa manera encara l'és, un territori subjecte a França.
Els passos efectuats amb la diplomàcia francesa incendiaren encara més el debat republicà. Els partits socialdemòcrates veien en aquesta proposta una forma de cedir la independència del país a França. Neix llavors una altra qüestió que s'abordà de forma conjunta al règim de monarquia. La dreta associava clarament la independència amb monarquia i per aquest motiu no estava gens d'acord a anar-se'n a França. Per això preferia unes relacions econòmiques amb el veí belga. Una part de l'hemicicle socialista creia que era més aviat idoni apropar-se al socialisme francès mentre que l'altra part de l'hemicicle tendia clarament cap al model de república popular. Una gran campanya de propaganda s'inicià des de Bèlgica per convèncer Luxemburg d'unir-se i desfer-se de la independència per quedar-se dins de Bèlgica.

La tensió derivà en una proclamació de la República per part de les forces d'esquerra amb la consegüent repressió. La dreta i la monarquia mateixa apel·là a França i aquesta hi respongué amb l'enviament de tropes franceses. Amb tot, la gran duquessa hagué d'abdicar i deixar el seu tron a la seua germana, que s'esposà amb els Bragança de Portugal, tot aprofundint d'aquesta manera els llaços amb la monarquia portuguesa que deixà de ser.
Les ambicions d'Alemanya, França i Bèlgica de fer-se altra volta amb el territori luxemburguès obligaren les autoritats luxemburgueses a fer passos molt atrevits. Després del cop fallit per instaurar-hi una república popular, es promou un referèndum sobre la monarquia i es procedix a desfer-se definitivament del Zollverein començant pel rebuig al marc alemany. El referèndum dona una majoria afeixugadora en favor de la monarquia. La germana de la duquessa és acceptada i pren el relleu de forma oficial. A més, també en referèndum, la població resol que preferix iniciar negociacions amb França per establir un règim de lliurecanvi i abandonar les propostes alemanya i belga. Però, més enllà, resultà que França ja havia promès a Luxemburg que li facilitaria l'annexió i per això, una volta celebrat el referèndum, França desestima la seua proposta i rebutja una zona de lliurecanvi amb Luxemburg, que es veu a contracor en l'obligació d'establir una zona de lliurecanvi amb Bèlgica i que constituïx el primer precedent de la creació, en primer lloc, de l'anomenat Benelux i, després, de la Comunitat Econòmica Europea, avui esdevinguda Unió Europea. Alemanya quedà privada de tot accés a la siderúrgia luxemburguesa, de forma que, juntament amb els acords d'Oslo, el país quedà del tot aïllat de l'exterior i amb això els carrers alemanys s'incendiaren de populisme i de l'extrema dreta. La Segona Guerra mundial estigué més que mai a prop.

### Segona Guerra mundial
La Segona Guerra mundial és una repetició en molts aspectes de la primera. Luxemburg veié una altra volta com s'envaïa per part alemanya. Aquesta volta, però, la monarquia ja no hagué de sotmetre's a les ordres de l'ocupant perquè, tot preveient el desenllaç, fugí automàticament cap a França i des d'allà mirà de resistir a Alemanya. Quan França és ocupada, la monarquia luxemburguesa fuig a Espanya i d'Espanya a Portugal. País, el primer, que veié com el feixisme europeu hi assajava la Segona Guerra mundial perquè ni França ni el Regne Unit volien cantar el mea culpa per la situació a la península Ibèrica en què el pancastellanisme s'acomoda al feixisme per reprimir la voluntat d'autodeterminació de les nacions basca, catalana i gallega. De resultes, Portugal, que no vol quedar-se enrere, s'acomoda igualment al feixisme i s'hi proclama la primera dictadura de la península Ibèrica. Tot això amb un mimetisme aclaparant des de la península hel·lènica.
El govern luxemburguès prengué el mateix camí que la seua monarquia i això permeté alliberar el país, com a mínim pel que fa a la diplomàcia, de la submissió fèrria a l'estat alemany. El marge de maniobra que permeté l'estada a l'exterior ajudà perquè, malgrat que el país es declarà neutral, en la pràctica estava mostrant que estava del costat dels Aliats i per això els guanyadors de la guerra hi tingueren un cert respecte després de la guerra, contràriament a allò que havia ocorregut al final de la primera.

La realitat al terreny luxemburguès fou força diferent de la política. Hitler procedí a fer efectiva l'annexió antuvi desitjada. En primer lloc feu de Luxemburg una regió més d'Alemanya. Tot seguit hi prohibí el francès (el luxemburguès és considerat políticament en eixa època pels nacionalismes veïns com un patuès que ni tan sols existix i per això ni la mateixa jerarquia luxemburguesa hi pren cap mena de consideració al voltant) i comença un procés de germanització. S'aplicà el codi penal nazi i això introduí la dictadura al país. Jueus, homosexuals, gitans i opositors al règim són exterminats. El sindicalisme i tota mostra de progrés esquerrà és bandejat. La moneda passa a ser aqueixa que circula a Alemanya. L'economia es posa al servei de l'ocupant. Molta població luxemburguesa preferix fugir i unir-se als resistents francesos. Els qui es quedaren s'acomodaren més mal que bé a la política de germanització vist que aquesta es revelà com un fracàs a mitja guerra. 
Xifres: es calcula que prop de 6.000 luxemburguesos i immigrants dins de Luxemburg foren deportats als camps de reeducació o exterminació del règim feixista alemany. Els bombardejos sobre Luxemburg aconseguiren exterminar el 2% de la població. França veié desaparèixer l'1,5% de la seua població. Bèlgica al voltant de l'1%. El Regne Unit el 0,7%, mentre que els Països Baixos patiren la pèrdua del 2,4%. 

#### El concert de la postguerra

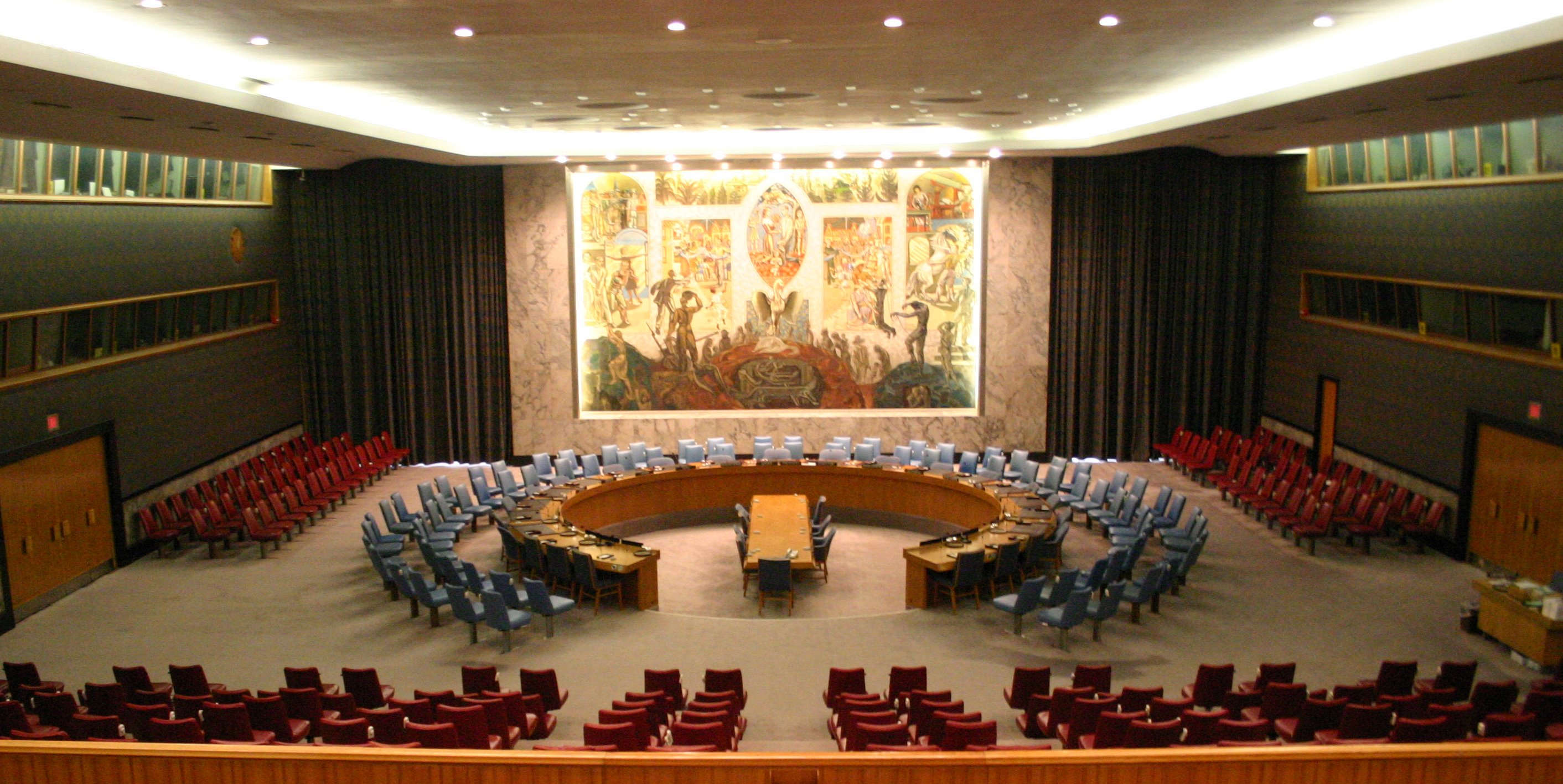
Fotografia del parlament on seu el Consell de Seguretat de les Nacions Unides que incorpora membres no permanents per fer creure de cara a la galeria que hi ha independència de decisions

Després de la guerra una altra guerra assumí més morts i més sang. L'anomenada Primera Guerra Freda no fou freda. Vietnamites, cambodjans, laosians o llatinoamericans es veieren fulminats pels bombardeigs dels Estats Units, els seus aliats, és a dir, els seus amics de la guerra precedent, això sense comptar amb els bombardeigs de Rússia i els seus satèl·lits. Tot plegat en una reconstrucció de la Societat de Nacions esdevinguda Organització de les Nacions Unides, una altra comèdia que pretenia modelar el món segons l'interès dels guanyadors de la guerra precedent.
El parlament de l'ONU, que dista molt de tenir poder real, es veié ampliat contínuament per l'acceptació d'estats artificials que es construïxen en virtut de les ambicions colonials, etnocèntriques i patrimonials de les antigues monarquies europees que es reivindiquen d'ençà democràcies liberals, això sí, amb les mateixes ambicions que els seus predecessors absolutistes. Els manuals d'història escolars, però, deixen clar que en tot moment hi tenim una aplicació clara del dret dels pobles a autodeterminar-se, un dret que s'aplica efectivament, però a dit. Existixen nacions dignes de lluitar per la independència i separatistes que no poden lluitar pels seus drets. És així com el Kurdistan veu negat el seu dret a ser un estat nació perquè França i el Regne Unit no volen en cap moment que s'estripen els acords de Sykes-Picot. Alhora Palestina veu com la comunitat hebrea hi crea un estat independent a base de matar deliberadament l'ètnia de religió musulmana, tot plegat en uns projectes pannacionals sionistes que són el resultat del racisme promogut abans de les dues guerres per França, Alemanya, Itàlia, Espanya i el Regne Unit.
Tot això és necessari mencionar-ho perquè l'estat tampó luxemburguès accedix a ser membre de les Nacions Unides. L'accés confirma finalment el seu estatut d'estat independent. D'ençà que Luxemburg fa i desfà com li plau a l'exterior com a l'interior, és el poble luxemburguès que sota règim de monarquia constitucionalista decidix sobre el seu present i futur. Un fet paradoxal perquè el Consell de Seguretat de l'ONU no vol que altres microestats europeus com Mònaco, Leitchenstein o Andorra tinguen accés a l'ONU. Neguen constantment a aquestes nacions de ser-ho i per això no els permeten accedir-hi. Més i tot, el paternalisme de França i Itàlia permet que Andorra posseïsca documentació civil pròpia, és a dir, dret a nacionalitat i Mònaco a participar en competicions internacionals de manera que tot fa pensar de cara a la comunitat internacional que són països independents quan de fet Mònaco no és ama de les seues relacions internacionals i Andorra posseïx un règim de nacionalitat dins de la legislació colonial francesa.
La festa no seria completa si no s'esmentés el cas catòlic. La teocràcia vaticana és acceptada com a observador internacional per a l'ONU, però les relacions diplomàtiques del microestat amb la resta de veïns en fan un estat sobirà de cara a tots els països. El mateix que abans com després de la guerra seguix donant suport al feixisme pancastellà que governa la península Ibèrica juntament amb el portuguès amb el vistiplau de França i el Regne Unit.
Probablement per haver-se alineat amb França i el Regne Unit durant la guerra, certament perquè des del congrés de Viena que convé l'existència d'un Luxemburg i per les ambicions nacionalistes encara existents, tot i que no públiques, d'uns veïns força bel·licosos, Luxemburg és l'únic microestat europeu que després de la guerra accedix a ser membre de les Nacions Unides i a ser tractat d'igual a igual en l'àmbit internacional. La creació mateixa de la Comunitat Econòmica Europea n'és un exemple. Tant és així que la gran duquessa luxemburguesa aprofita l'ocasió de la postguerra per a estrènyer relacions amb la diplomàcia republicana i monàrquica europea amb vista a afalagar els vencedors de la guerra. Oimés, a la seua mort, el funeral s'omple de personalitats que veuen com s'apaga una dona "carismàtica".

### Les Trenta Glorioses
Després de la guerra els països capitalistes entren en una nova fase de creixement econòmic, social i polític sense precedent que exporta el soft-power nord-americà i occidental a tot el planeta. Mercès al Pla Marshall en què participà Luxemburg, els països del bloc capitalista veuen com entra la societat de consum amb canvis notables a nivell de mentalitats. Fem-ne tot seguit una simple llista:
- Creixement econòmic espectacular
- Novetats tecnològiques (ex.: cotxe, avions comercials, aspiradores, màquines de cafè, televisió, ràdio comercial, etc.)
- Introducció de la cultura adolescent
- Moviments feministes i d'alliberament sexual
- Progressos científics (ex.: bomba atòmica i cursa cap a l'espai)
- Millora notable del nivell de vida
- Establiment de l'estat del benestar
- Fenomen del baby boom
- Desenvolupament de les ciutats

Luxemburg veié tots aquests canvis mentre al govern s'hi succeïa el bipartidisme entre dreta moderada i esquerra socialdemòcrata. Amb alguna excepció, trobem una projecció de dues rivalitats permanents entre esquerra i dreta que ens porta a Jean-Claude Juncker, que esdevé cap de Govern de Luxemburg a la dècada de 1990. Aquesta situació estronca els projectes comunistes que no aconseguixen alçar-se després de la guerra. El sindicalisme es veu de llavors ençà de capa caiguda, tot i que el panorama dels voltants obliga Luxemburg a incorporar l'estat del benestar, tot plegat excloent una bona part de la població en no donar un dret més ampli per adquirir la nacionalitat luxemburguesa.
Les vagues migratòries vingudes d'Itàlia, Portugal, França, Bèlgica i Alemanya a la cerca de treball i moltes voltes de condicions de vida millors marquen notablement el paisatge dels anys daurats luxemburguesos. La població luxemburguesa esdevé de cop i volta minoritària dins del seu país, la qual cosa obliga els nacionals i els no nacionals a aprendre a conviure. Un fet propi dels microestats i que no succeïx en grans estats com França, Polònia, Hongria o Alemanya. Si per aquests estats no neixen clarament moviments racistes que pretenen expulsar la població immigrant que només constituïx al voltant del 3% al 5% de la població total, Luxemburg, que veu com la seua població es constituïx per un 60% a 70% d'estrangers, no veu cap formació d'aquesta manera per bé que la llei mateixa sobre nacionalitat és un focus d'explicació, entre altres ítems cabdals.

Econòmicament el sector de la siderúrgia i l'agricultura, que són una de les bases de l'economia del país, s'adapten al nou escenari procliu al liberalisme econòmic. Al mateix temps el país es transforma en un oasi fiscal a l'ombra, homologat per la comunitat internacional. Per bé que introduïx imposts directes i indirectes, aquests són molt baixos si els comparem amb els veïns i, endemés, el país no coopera especialment amb l'exterior, de forma que es podria dir que informalment hi tenim un estat amb secret bancari, però membre de l'OCEDE, fet que l'eximix de persecucions ideològiques com eixes que emprengué França contra Suïssa o Andorra. A més, Luxemburg, en incorporar-se a la comunitat europea, veié blindada la seua estratègia bancària i mercès a això a la dècada de 2000 no tingué gaires dificultats amb la crisi dels paradisos fiscals.
Important: val a dir que l'oasi fiscal és un concepte ambigu que només pren sentit comparant marcs fiscals i que està subjecte a bones intencions per part dels denunciants, fet que no sempre s'ha produït per l'existència mateixa d'ambicions monopolístiques entre els Estats Units, el Regne Unit i França, fet que explica l'existència de zones franques que França com el Regne Unit no volen considerar com a administracions paradís. 
El desenvolupament del marc financer fou del tot incentivat per l'administració luxemburguesa, que volgué aprofitar l'estratègia nord-americana sobre els mercats monetaris de rivalitzar amb els europeus per enfortir la seua pròpia moneda. El desavantatge d'uns i d'altres permet crear un avantatge a Luxemburg mitjançant la tècnica de la pirateria, cosa que es fa servir des de tots els paradisos fiscals. És a dir, al bloqueig de circulació financera entre Europa i els Estats Units, Luxemburg hi veu el moment idoni per a proposar-se com a plaça financera.

#### Continuar sent allò que som
És a la darreria dels anys daurats luxemburguesos que el microestat europeu comença a sentir la necessitat d'oficialitzar el luxemburguès. És a partir de la doctrina del "continuar sent allò que som" o en llengua luxemburguesa "mir wölle bleiwe wat mir sin" que s'estableix l'any 1984 el luxemburguès com a "llengua nacional" segons la Llei de política lingüística aprovada pel parlament. És d'allò més necessari remarcar la doctrina perquè el reconeixement del luxemburguès no és anecdòtic o fruit d'una simple ingenuïtat. Les voluntats del govern francès d'anar avançant en allò que considera la seua "esfera d'influència" porta el gran ducat a decidir reafirmar-se mitjançant la seua única llengua pròpia, donant per entès de forma més o menys implícita que el francès i l'alemany són llengües al·lòctones. Es tracta d'una defensa a les conclusions que veuen l'estat luxemburguès com un artifici creat per les elits europees i, amb això, s'evitaria la voluntat de repartir el territori entre França o Alemanya, fins i tot de cedir-lo completament a França. Luxemburg posa fronteres a les pretensions francesa i alemanya afirmat que, si és estat, és perquè té llengua pròpia.
Casos semblants s'han vist a Europa. El romanx com el luxemburguès foren llengües del tot marginades a Suïssa i a Luxemburg tot al llarg de la seua història per la introducció a voltes intencionada, a voltes casual, tanmateix, sempre dins d'unes polítiques concretes d'establiment de fronteres, de la llengua francesa, alemanya (Suïssa o Luxemburg) i italiana (Suïssa) en territori nacional. La jerarquia sempre ha exclòs aquestes llengües i ha empès mitjançant polítiques lingüístiques concretes inspirades en el model francès la imposició de les llengües veïnes avui al·locals. Alhora, l'aparició del nacionalisme en totes bandes només n'ha condicionat la preponderància de les al·locals. El nacionalisme alemany fou precisament abans de les dues guerres una font primera problemàtica per a Suïssa. Així, tots dos estats han conservat les pràctiques lingüístiques heretades d'aquest passat, la qual cosa els permet presumir de ser els abanderats d'un nacionalisme liberal, però, en la pràctica, les ambicions territorials dels països veïns no han cessat, de forma que han hagut d'oficialitzar llengües que abans d'això eren considerades "patuès".

### La construcció de la Comunitat Econòmica Europea
Sobre la base de l'experiència unitària de lliurecanvi dita Benelux que és un acrònim de Bèlgica, Luxemburg i Països Baixos (de l'anglès Belgium, Netherlands and Luxemburg), es construïx allò que amb el temps esdevindrà la Unió Europea. El motiu original per la fundació, del que més tard seria la Unió Europea va ser el desig de reconstruir Europa després dels tràgics esdeveniments de la Segona Guerra Mundial i prevenir que caigués víctima de la plaga de la guerra. Darrere d'això hi havia encara més motius. França volia construir-la perquè d'aquesta manera podia imposar el seu soft-power a tot Europa i fer allò que Napoleó mai aconseguí amb les armes. Amb el temps, l'aliança francoalemanya acabà confirmant perfectament aquestes ambicions. El Regne Unit qüestionà des de l'inici la construcció de la Unió Europea perquè pensava que s'havia de crear una projecte de lliurecanvi i no un projecte ideològic, tal com volia França i s'acabà fent.
En efecte, per bé que la Unió Europea partix de la creació d'una zona de lliurecanvi amb què s'estrenyen els llaços comercials per evitar la guerra, en la pràctica, s'hi ha construït un estat dins l'estat en què hi manen França i Alemanya amb clares deficiències democràtiques (ex.: crisi grega, catalana, islandesa, espanyola, irlandesa, italiana, portuguesa, migratòria, balcànica, postsoviètica, constitucional, econòmica, etc). A tall d'exemple es podria evocar les vies per les quals Nicolas Sarkozy decidix introduir la Constitució Europea després que el poble francès la rebutgés àmpliament en referèndum. En aquest escenari la diplomàcia luxemburguesa esdevé el cor de les discussions a fora de càmera. Luxemburg assumix el paper de portaveu al servei d'Alemanya i França. I això que, durant la seua elaboració inicial, hi hagué crítiques siga a Bèlgica com a Luxemburg de les pretensions franceses d'envair les competències de la resta d'estats amb vista a manar-hi sense dificultats.
Vet ací la cronologia de la seua construcció:
- Tractat de París de 1951
- Segon Tractat de Brussel·les de 1955
- Creació de la Comunitat Europea de l'Energia Atòmica (Euratom) de 1958
- Creació de la Comunitat Europea del Carbó i de l'Acer (CECA) de 1958
- Creació de la Comunitat Econòmica Europea de 1967
- Acta Única Europea de 1987
- Tractat de Maastricht de 1993
- Comunitat Europea de 1999
- Unió Europea de 2007

Per bé que de forma general la Unió Europea ha aconseguit expandir-se fins a incorporar durant la seua etapa àlgida vint-i-vuit estats membres, Suïssa o Noruega no se n'han refiat i, mitjançant referèndum, s'han negat a fer-se'n membres.

### La Gran Recessió
És durant la Gran Recessió que Luxemburg esdevé el focus de les polèmiques contra els paradisos fiscals, d'una banda, el focus de les controvèrsies per les decisions molt qüestionables de la Unió Europea envers Grècia i la resta d'estats membres de la Unió Europea, d'altra banda. LuxLeaks entre altres assumptes es posen al dia amb una Unió Europea cada volta més apartada de la seua població, que la contesta obertament a partir del moviment dels Indignats, que pren les seues arrels en la Revolució de les Cassoles d'Islàndia. Jean-Claude Juncker és llavors president de la Comissió Europea.

## Cronologia
- 963: El Lucilinburhuc és comprat pel comte Sigfred.
- 1354: Carles IV del Sacre Imperi romanogermànic, comte de Luxemburg, erigeix el comtat en ducat.
- 1443: El ducat passa a estar sota domini dels ducs de Borgonya.
- 1506: Luxemburg és unit a Espanya en la persona de Carles V, hereu dels Ducs de Borgonya.
- 1659: Tractat dels Pirineus, el sud del país esdevé francès.
- 1714: Després del tractat de Rastatt, aquest territori esdevé austríac.
- 1795: Annexat per França, el ducat de Luxemburg esdevé el departament dels Fôrets.
- 1815: Congrés de Viena, convertit en gran ducat, Luxemburg, havent cedit les ribes dretes del Mosel·la i del Sure a Prússia, està vinculat als Països Baixos i és membre de la Confederació Germànica.
- 1839: Tractat de Londres (1839), que comparteix Luxemburg entre Bèlgica i els Països Baixos, i independència del país.
- 1867: Tractat de Londres (1867), que fa del país un estat neutral.
- 1868: Luxemburg es dota d'una constitució.
- 1890: L'adveniment del gran duc Adolf marca la fi de la unió personal entre els Països Baixos i Luxemburg.
- 1914- 1918 / 1940- 1944: Luxemburg és ocupat per les tropes alemanyes.
- 1947: Adhesió al Benelux.
- 1949: Abandonament de la neutralitat i adhesió a l'OTAN.
- 1952: Luxemburg esdevé la seu del Tribunal Suprem de la CECA (l'actual CJUE, més coneguda sota el nom de «Tribunal de Luxemburg»).
- 1957: Adhesió a la CEE.
- 1992: Luxemburg ratifica el tractat de Maastricht i emet una reserva sobre el dret de vot dels súbdits de la UE.
- 1999: Adhesió a l'euro.